# Zorgvlied (begraafplaats)

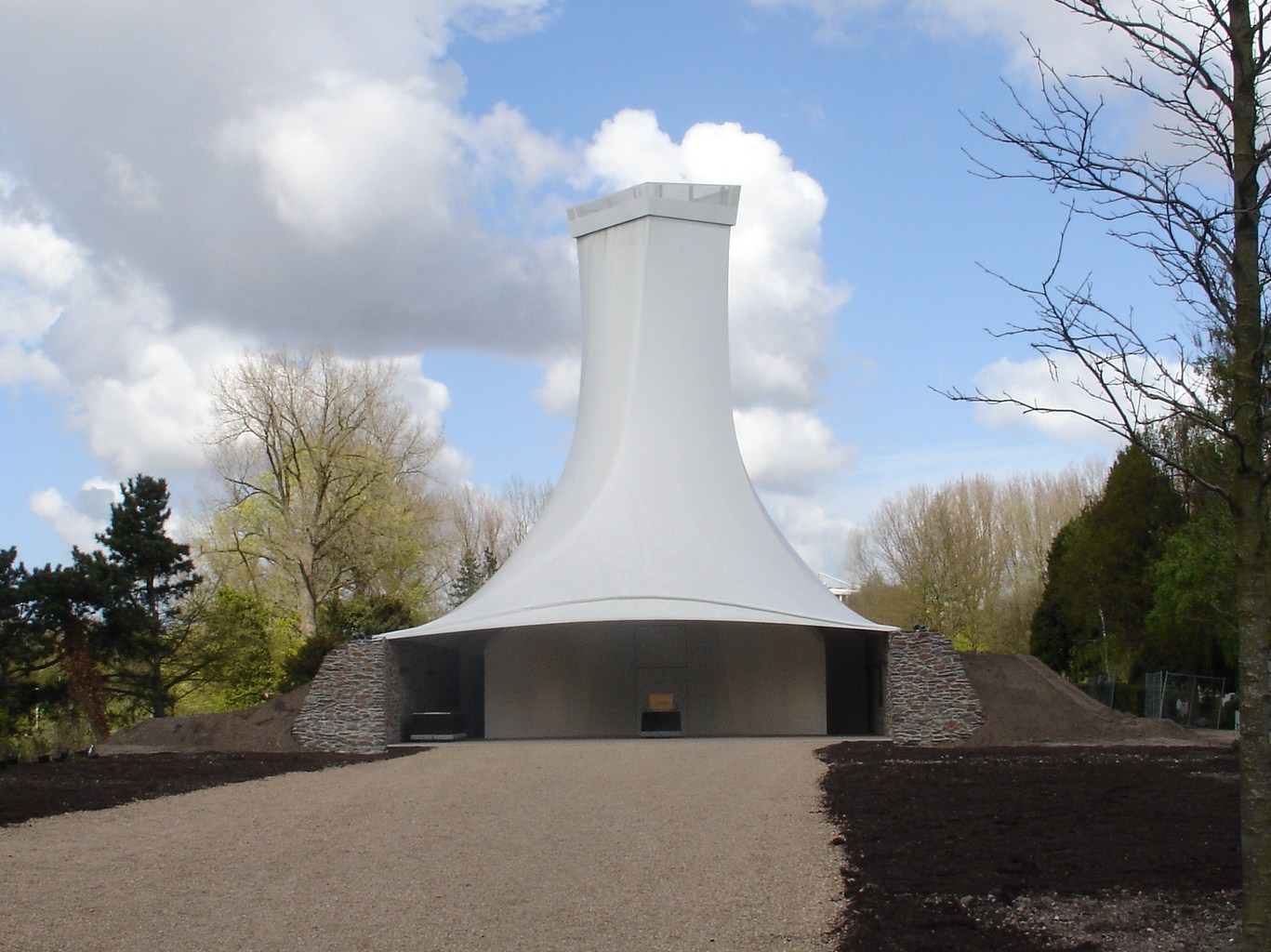
Crematorion

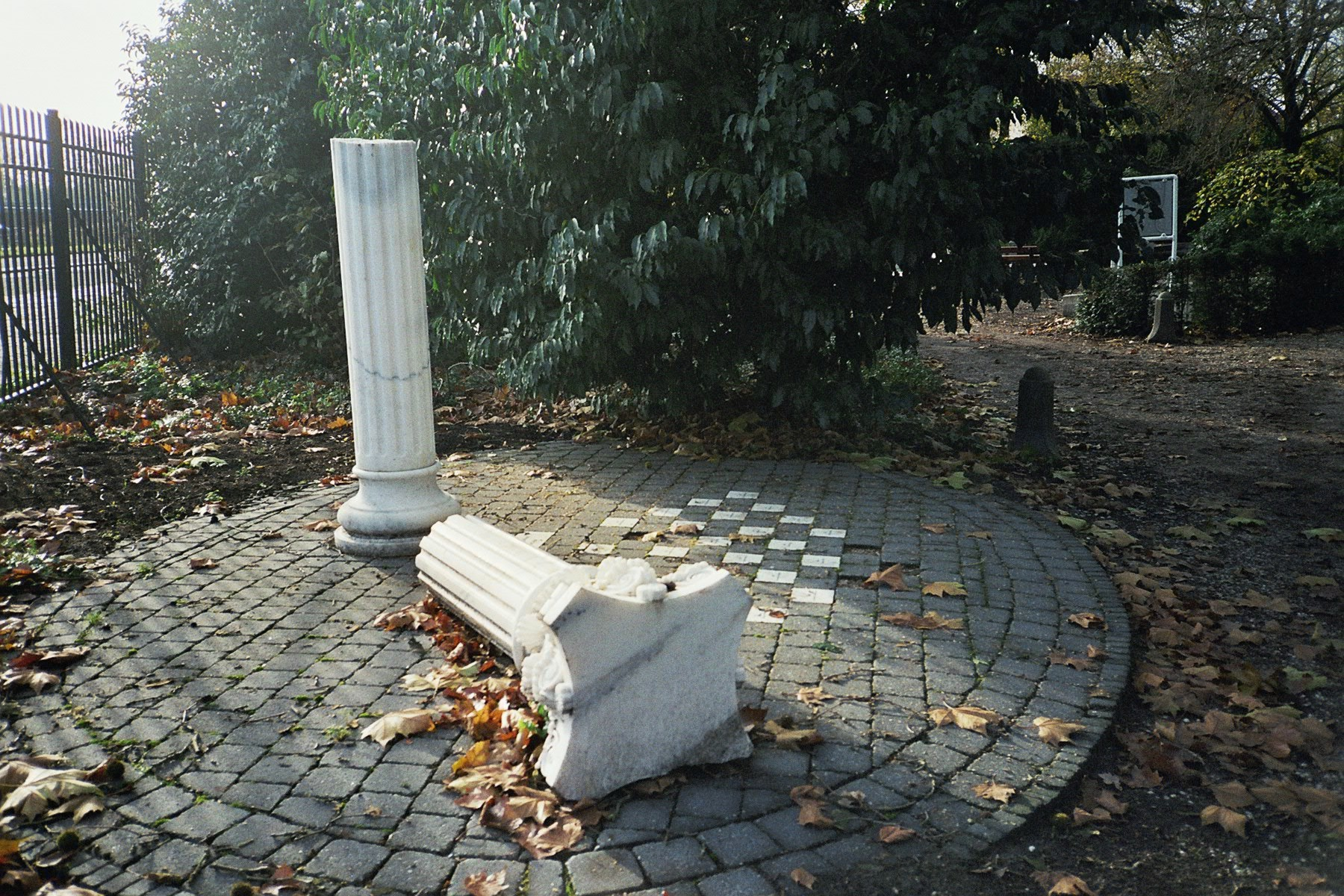
Gebroken Kolom, schrijversmonument

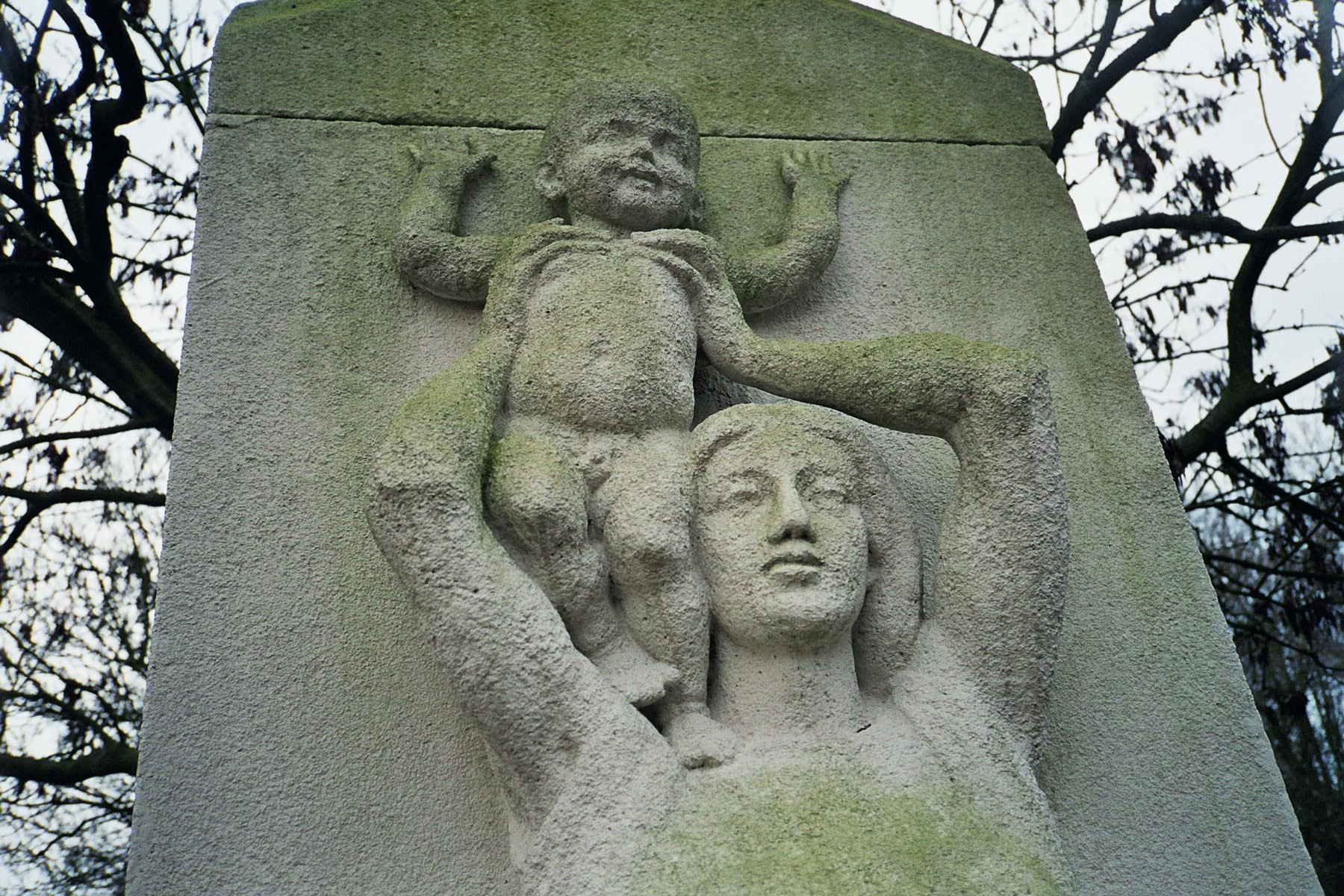
Moedermonument

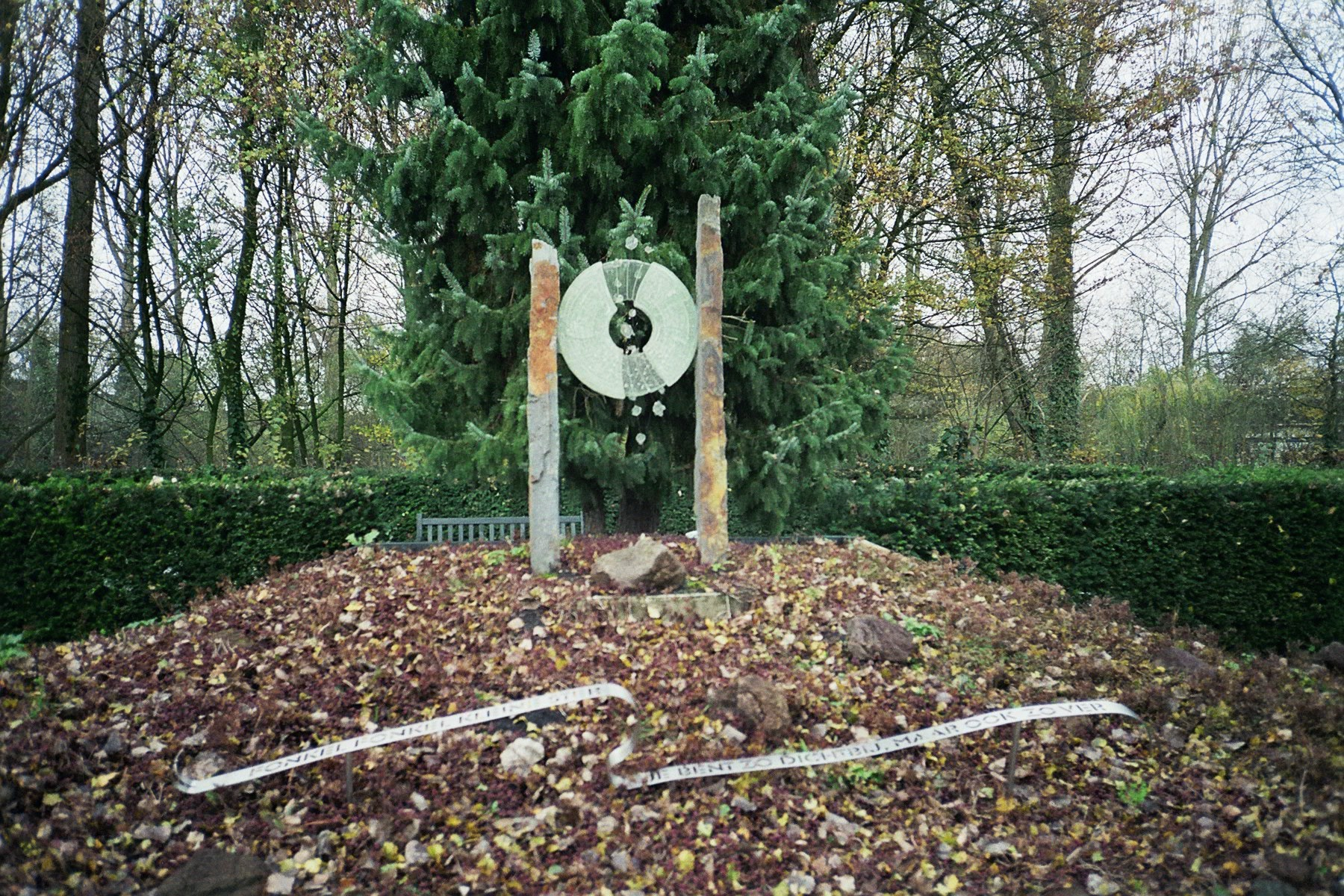
Sterretjesveld

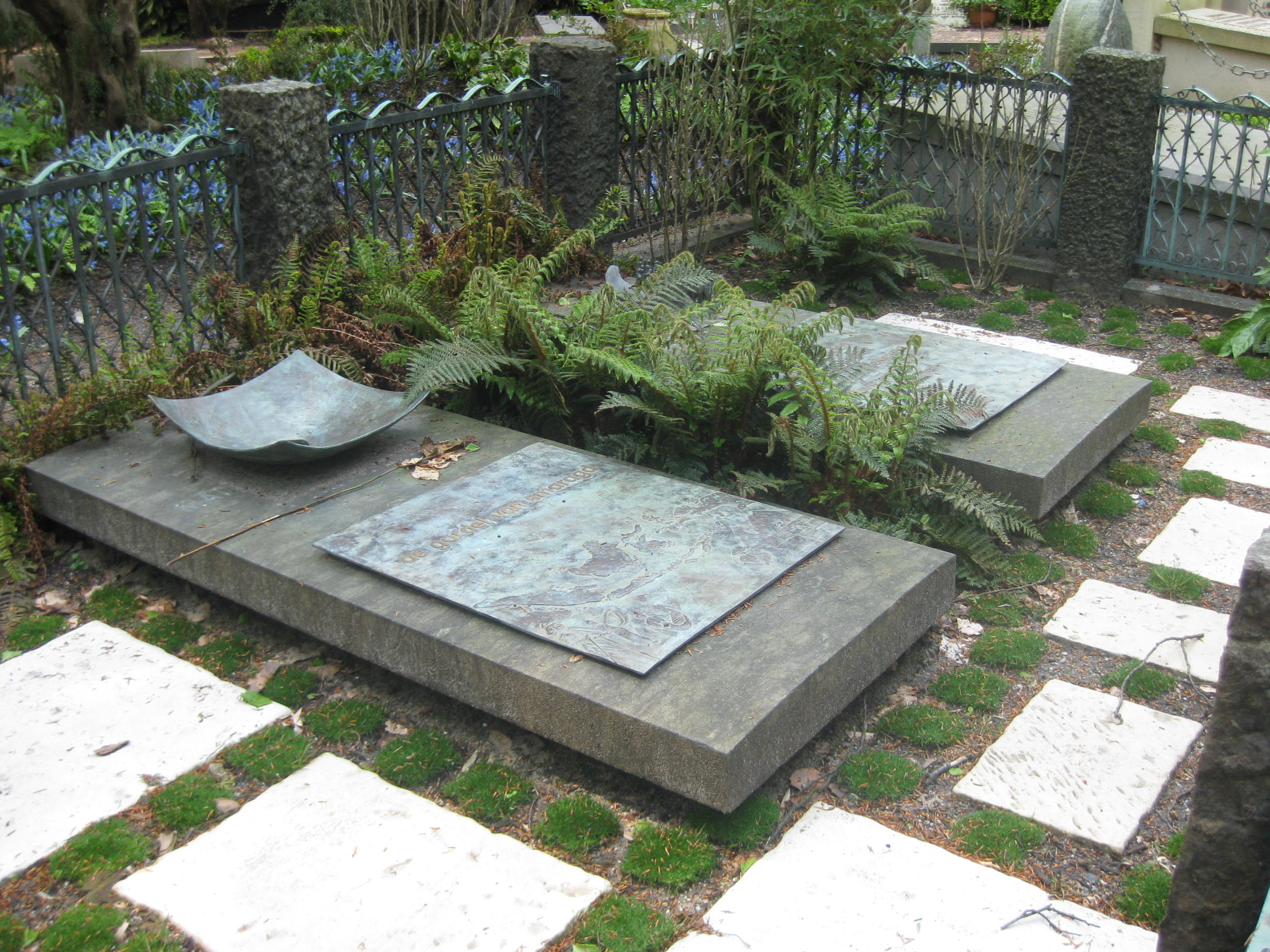
Gordel van Smaragd

Zorgvlied is een begraafplaats gelegen aan de Amsteldijk 273 in Amsterdam-Zuid, aan de westelijke oever van de Amstel. De begraafplaats werd op 1 november 1870 in gebruik genomen door de gemeente Nieuwer-Amstel (nu Amstelveen geheten) en is nog altijd eigendom van Amstelveen, maar door de gemeentelijke herindeling van 1896 ligt Zorgvlied intussen binnen de grenzen van de gemeente Amsterdam.

## Geschiedenis
Op deze locatie lag vroeger vanaf 1676 het buitenverblijf Zorgvliet aan de Amstel. Dankzij economische neergang werd dit buiten verkocht, naderhand trad het verval in en is de bebouwing verdwenen. De gemeente Nieuwer-Amstel heeft daarna om de expansiedrift van Amsterdam te beteugelen een aantal projecten gestart waaronder een nieuwe algemene begraafplaats, deze werd aangelegd op de plek van het landgoed en kreeg de naam Zorgvlied.
Het ontwerp van de begraafplaats in Engelse landschapsstijl is van de tuinarchitect Jan David Zocher. In 1892 werd Zorgvlied uitgebreid naar het ontwerp van zijn zoon Louis Paul Zocher. Ook in 1900, 1919 en 1926 werd de begraafplaats uitgebreid. De fluwelen hoofdlaan, uitbreidingen van 1900, 1919 en 1926, en de details van de toegangshekken zijn een ontwerp van gemeenteopzichter en architect Leo van der Bijl. Chris Broerse ontwierp de uitbreidingen van 1930 en 1937 en Ben Galjaard tekende in 1963 voor nog een uitbreiding. In 1930 werd een aula gebouwd. Zorgvlied werd al snel een begraafplaats voor de elite. Waar voorheen veel vooraanstaande Amsterdammers kozen voor Begraafplaats Westerveld in Driehuis, kozen ze later veel vaker voor Zorgvlied. Er liggen veel bekende toneelspelers en schrijvers begraven.
Tegenwoordig bestaat Zorgvlied uit 25 zogenoemde sfeerwijken. Binnen een bepaalde sectie dient een grafsteen of monument aan te sluiten bij de sfeer van het grafveld. Het is mogelijk in een ecologische grafwijk, 't Varenveld, begraven te worden. In 2012 werd aan de noordzijde 't Lalibellum geopend, een mausoleum met grafkelders.
Sinds 2016 is het mogelijk om op Zorgvlied gecremeerd te worden in het Crematorion, nabestaanden kunnen de overledene daar indien gewenst begeleiden tot aan de oven. Het bevat slechts een technische ruimte waarin de crematieoven staat. De rouwdienst kan op elke gewenste plek gehouden worden.

## Bijzondere grafmonumenten
De opvattingen over dood en begraven zijn in de loop der jaren voortdurend veranderd. Na de begrafenis van Manfred Langer, voorzien van een monument van Langer met een bierglas in de hand in 1994, hebben begrafenissen vaak een uitbundiger en extraverter karakter gekregen. Op Zorgvlied heeft dat onder andere geresulteerd in opmerkelijke grafmonumenten, maar ook bijvoorbeeld in een steiger bij de waterkant, zodat begrafenisstoeten over het water nu bij de begraafplaats kunnen aanmeren.
Nadat er tussen de nabestaanden van beeldend kunstenaar Peter Giele en de beheerders van Zorgvlied een meningsverschil was ontstaan over het grafmonument van Giele, werd op de begraafplaats een aparte plaats, Paradiso, ingericht voor bijzondere grafmonumenten.
Op Zorgvlied zijn algemene verstrooigraven met monumenten zoals het 'Vadermonument' (gemaakt door Nynke Schepers), het 'Moedermonument' (gemaakt door Louis J. Vreugde) en het in december 2007 aangelegde monument de 'Gordel van Smaragd', voor mensen die zich verbonden weten met Nederlands-Indië en Indonesië. Dit verstrooiveld is ingewijd met uit Indonesië overgevlogen aarde uit de Puntjak bij Jakarta en van een sawa op Java. Een bronzen monument van de beeldhouwster Ella van de Ven is op het veld geplaatst. Het zogenaamde Indonesië-veld is geschonken door de Stichting Herdenking Gevallenen en Slachtoffers in Nederlands-Indië aan de gemeente Amstelveen. Men kan ook iets persoonlijks van de overledene bijzetten in de onder de monumenten liggende kelders of cilinders. Het 'Sterretjesveld' (ontworpen door Moniek van Munster) is bestemd voor de as van overleden ongeboren kinderen tot ongeveer 24 weken oud. Op het veldje is een lint aangebracht met de tekst: 'Fonkel fonkel kleine ster, je bent zo dichtbij maar ook zo ver.'
De 'Gebroken Kolom' is een gedenkteken voor alle op Zorgvlied liggende schrijvers en dichters, gemaakt door Zoungrana Jean-Marie.

## Rijksmonumenten

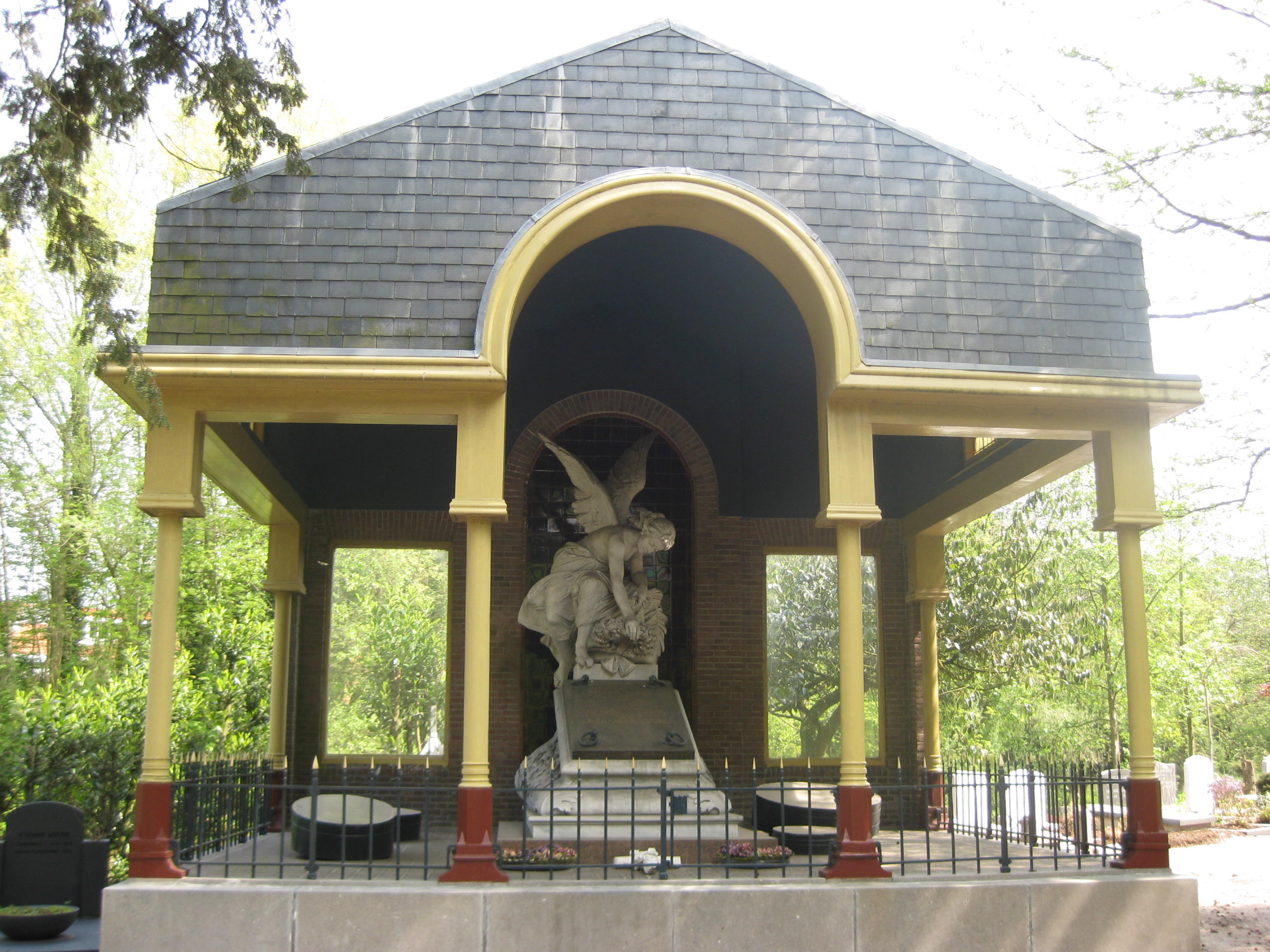
Grafmonument van de familie Dorrepaal (Rijksmonument)

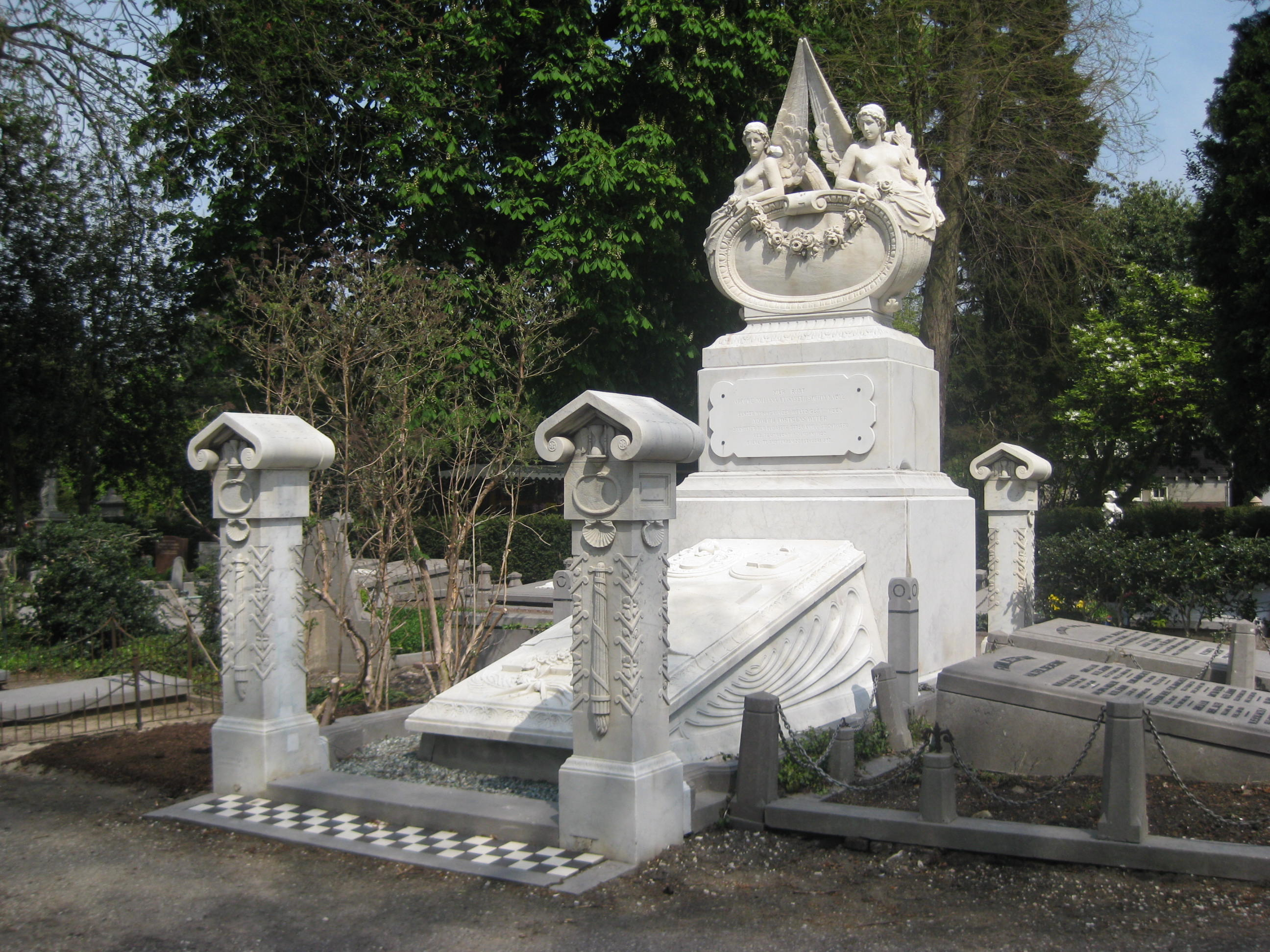
Graf van Elisabeth Otter-Knoll (Rijksmonument)

Op 10 maart 2008 heeft de Rijksdienst voor het Cultureel Erfgoed onderstaande delen toegevoegd aan de monumentenlijst volgens de Monumentenwet van 1988.
- Parkaanleg uit 1869–1931 (ontwerp Jan David Zocher junior, L. van der Bijl en Chris P. Broerse)
- Padenstelsel uit 1869–1931 (ontwerp Jan David Zocher junior, L. van der Bijl en Chris P. Broerse)
- Villa uit 1869 (ontwerp Publieke Werken van de Gemeente Nieuwer-Amstel)
- Terreinafscheiding Zorgvlied met poorten uit 1926 zijn ontworpen door gemeente opzichter en architect Leonardus van der Bijl (1857–1943)
- Aula uit 1931 (ontwerp K.J. Mijnarends)
- Grafmonument van de familie Carré uit 1891 (ontwerp J.P.F. van Rossem en W.J. Vuyk)
- Grafmonument van de familie Dorrepaal uit 1886 (beeld naar een ontwerp van Frans Stracké)
- Grafmonument van de familie Vom Rath-Bunge uit 1894
- Grafmonument van Margot Mulder uit 1889
- Grafmonument van Sophie de Vries uit 1892 (beeld ontworpen door Henri Teixeira de Mattos)
- Grafmonument van P.W. Janssen uit 1906 (gemaakt door H. Kautsch)
- Grafmonument van de familie Hartog van Banda uit 1873
- Grafmonument van Elisabeth Otter-Knoll uit 1900

## Graven van bekende personen op Zorgvlied

### A
- Jan van Aartsen, politicus (1909-1992)
- Ab Abspoel, acteur (1925-2000)
- Martinus Casimir Addicks, verzetsstrijder (1887-1941)
- Ben Albach, toneelhistoricus (1907-2007)
- August Allebé, schilder (1838-1927)
- Martin van Amerongen, journalist (1941-2002)
- Hans Andreus, schrijver (1926-1977), pseudoniem van Johannes Wilhelm van der Zant. Andreus was aanvankelijk begraven op de Nieuwe Algemene Begraafplaats in Putten.
- Milo Anstadt, televisiemaker en schrijver (1920-2011)
- Feliks Arons, acteur-regisseur (1944-1992). Arons werd gecremeerd in Crematorium Westgaarde. Zijn as is hier begraven.
- Abraham Asscher, diamantair, politicus en medevoorzitter Joodsche Raad (1880-1950)
- Eli Asser, schrijver (1922-2019)
- René van Ast, cellist (1938-1985)
- Elisabeth Augustin, schrijfster (1903-2001)

### B

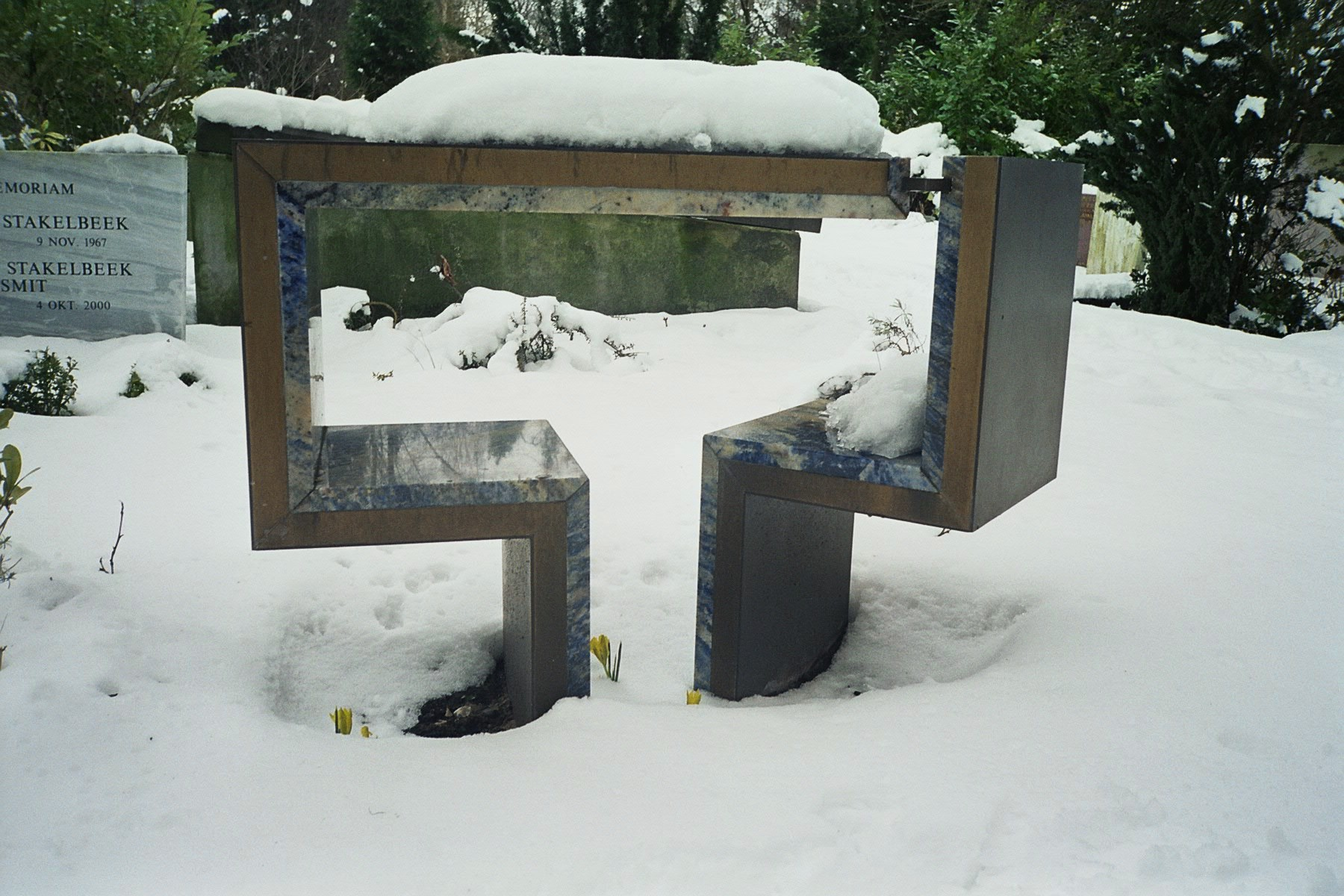
Graf van Anneke van Baalen

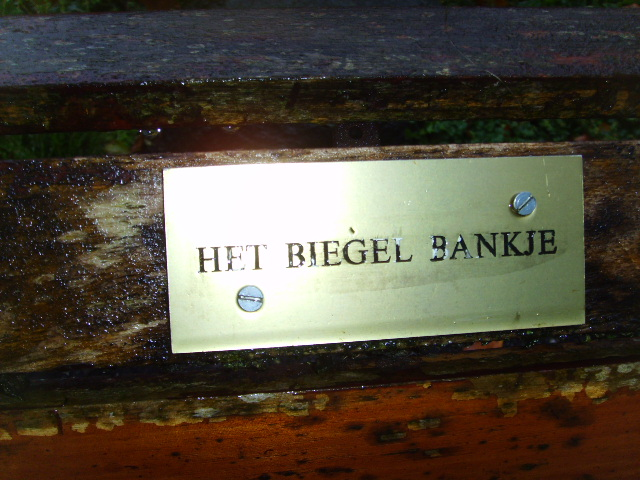
Biegelbankje naast het graf van Paul Biegel

- Anneke van Baalen, feministe (1937-1997)
- Chris Baay, acteur (1904-1991)
- Tabe Bas, acteur en zanger (1927-2009)
- Han Bayens, schilder (1876-1945)
- Wim Beeren, museumdirecteur (1928-2000)
- Fritz Behrendt, cartoonist (1925-2008)
- Jacob Bendien, schilder (1890-1933)
- Ans van den Berg, schilderes (1873-1942)
- Chris Berger, atleet (1911-1965)
- Eva Besnyö, fotografe (1910-2004)
- Ad den Besten, dichter (1923-2015)
- Willem van Beusekom, programmamaker en tv-directeur (1947-2006)
- Paul Biegel, schrijver (1925-2006)
- Ronny Bierman, actrice-zangeres (1938-1984), geruimd
- Riny Blaaser, actrice (1920-2009)
- Rein Bloem, dichter (1932-2008)
- Hetty Blok, actrice, zangeres, cabaretière (1920-2012)
- Jan Blok, gitarist (1923-1995)
- Ton Blommerde, beeldend kunstenaar (1946-2005)
- L.A. Bodaan, koopvaardijpredikant en zanger (1910-1977)
- Nelly Bodenheim, kunstenaar (1874-1951)
- Lodewijk de Boer, regisseur-musicus (1937-2004)
- Ursul Philip Boissevain, historicus en hoogleraar (1855-1930)
- Gerrit Bolkestein, politicus (1871-1956)
- Maarten Bon, componist-pianist (1933-2003)
- Andries Bonger, kunstverzamelaar (1861-1936)
- Johan Borgman, dichter, natuurgenezer, kunstschilder (1889-1976)
- Emile van Bosch, zanger (1886-1940)
- Minca Bosch Reitz (1870-1950), beeldhouwer en schrijver
- Henri Bosmans, cellist (1856-1896)
- Henriëtte Bosmans, pianiste-componiste (1895-1952, dochter van Henri en Sara)
- Hafid Bouazza, schrijver (1970-2021)
- Louis Bouwmeester, acteur (1842-1925)
- Johan Braakensiek, schilder-graficus (1858-1940)
- Gerard den Brabander, dichter (1900-1968), pseudoniem van Jan Gerardus Jofriet
- Janny Brandes-Brilleslijper (1916-2003), Holocaust-overlevende, kampgenote van Anne Frank, zus van Lin Jaldati
- Louis de Bree, acteur (1884-1971), geruimd
- Frans Breukelman, theoloog (1916-1993)
- Dunya Breur, schrijfster (1942-2009)
- Martin Bril, columnist en schrijver (1959-2009)
- Geurt Brinkgreve, beschermer Amsterdamse binnenstad (1917-2005)
- Joop van den Broek, schrijver-journalist (1928-1979)
- Chris Broerse, tuin- en landschapsarchitect (1902-1995)
- Herman Brood, kunstenaar-zanger (1946-2001)
- Huib Broos, toneelspeler (1941-2011)

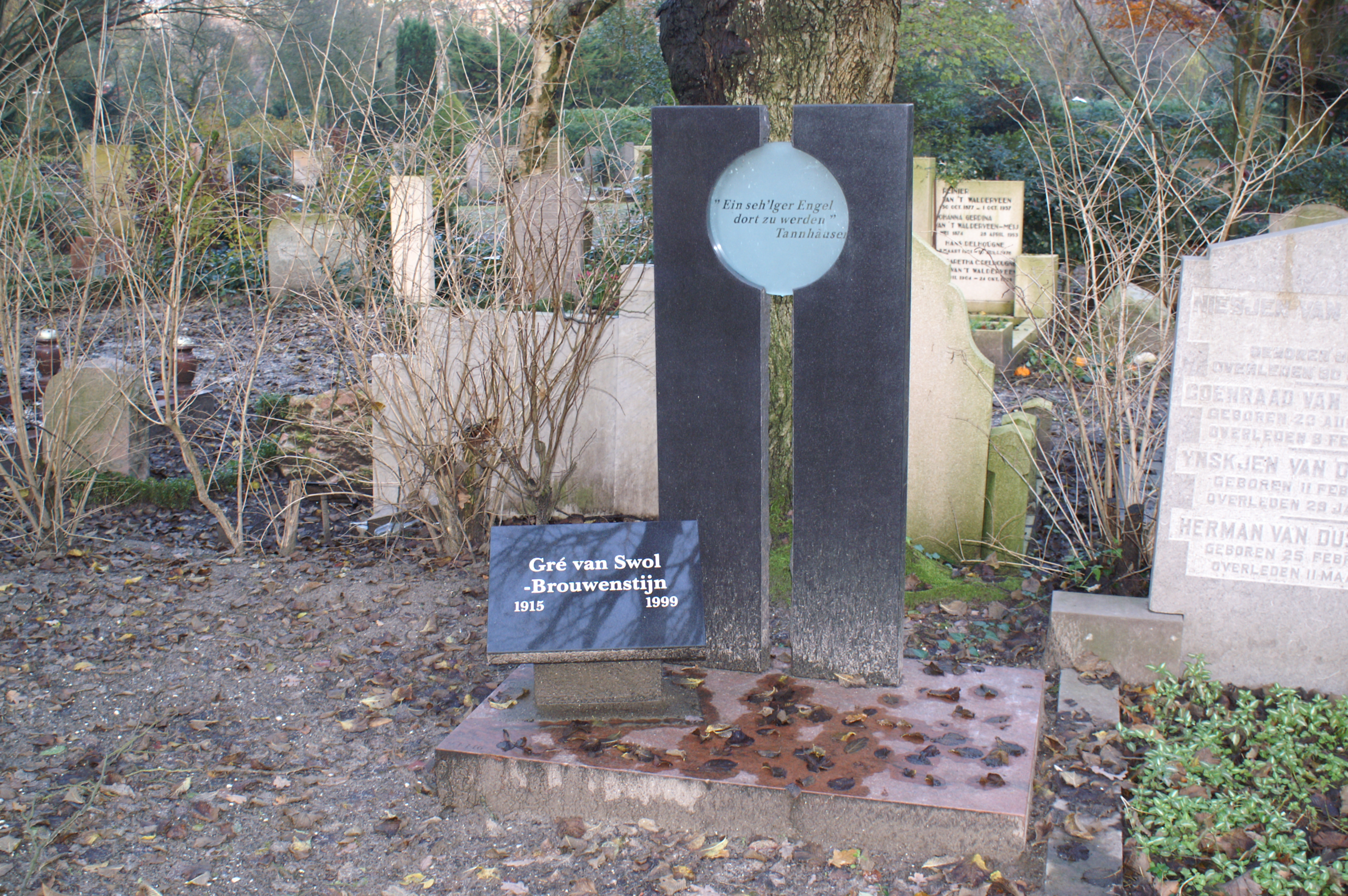
Graf van Gré Brouwenstijn

- Gré Brouwenstijn, operazangeres (1915-1999)
- Hein de Bruin, dichter-schrijver (1899-1947), ook bekend onder het pseudoniem H. van Drielst
- Jan Buskes, predikant (1899-1980)

### C

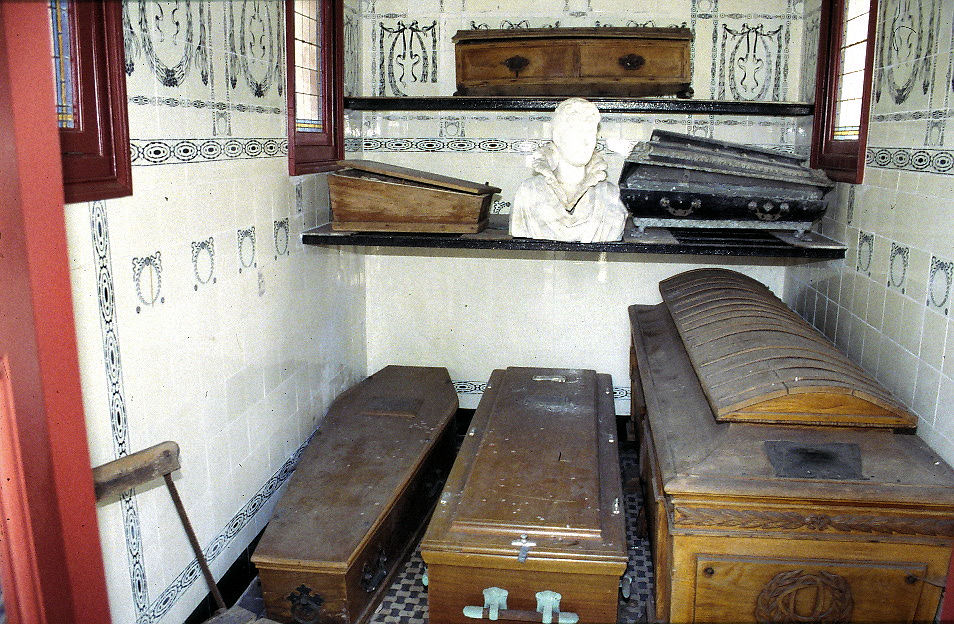
Interieur Mausoleum Carré

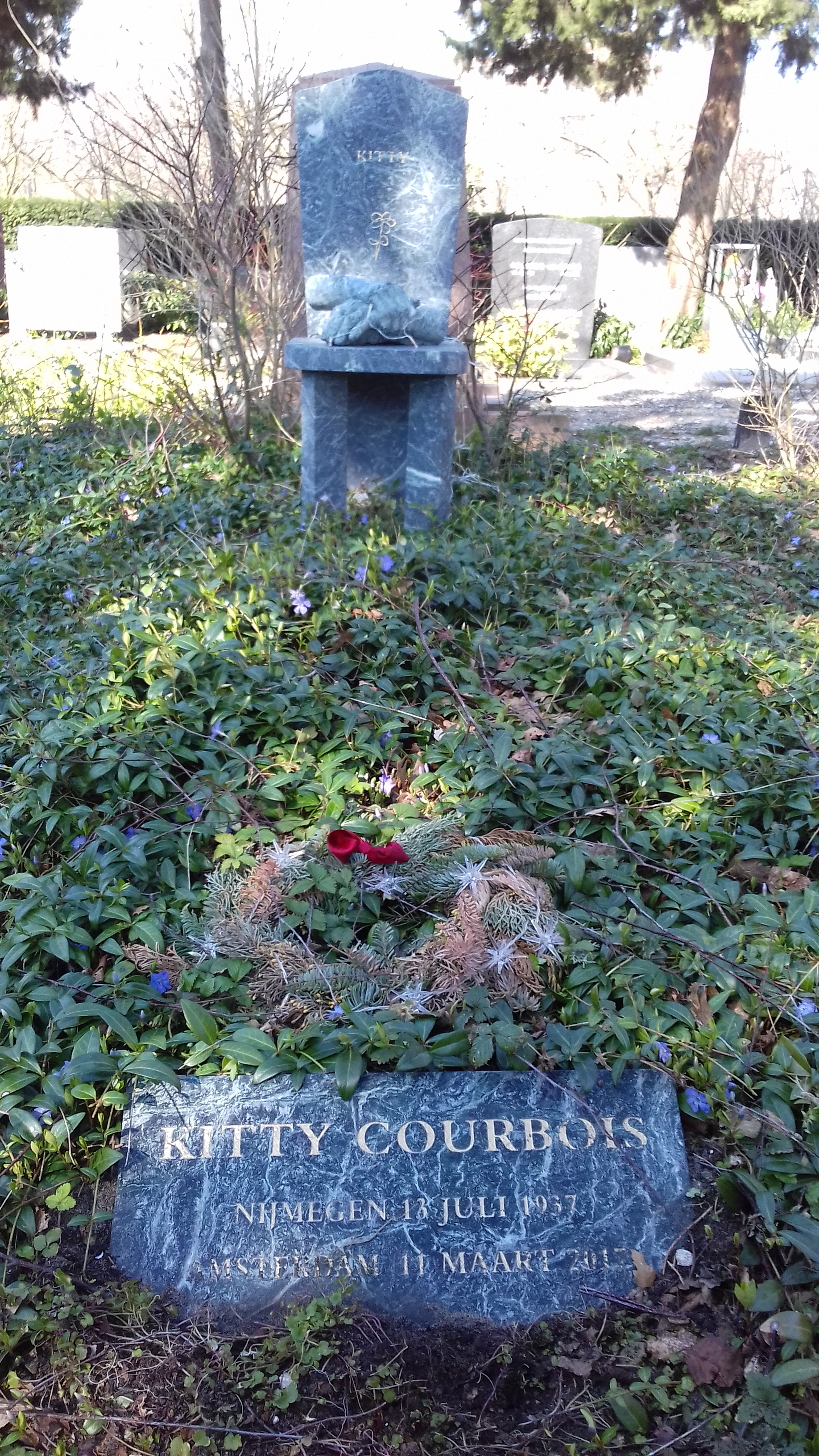
Graf Kitty Courbois

- Hélène Cals, operazangeres/sopraan (1903-1937), overleed op zaterdag 31 juli 1937 te Rimini, Italië, 34 jaar oud, begraven op maandag 2 augustus 1937 te Rimini, Italië, herbegraven te Amsterdam, Begraafplaats Zorgvlied op zaterdag 17 december 1938, in graf NRK-I-19, in 2010 herbegraven in graf 9-I-149
- Oscar Carré, directeur Circus Carré (1846-1911), mausoleum
- Louis H. Chrispijn, acteur (1854-1926), geruimd
- Chun Wei Cheung, stuurman van de Holland Acht (1972-2006)
- Clovis Cnoop Koopmans, rechter en gemeenteraadslid van Amsterdam (1925-2008)
- Arie Colijn, burgemeester van Amstelveen 1916-1932 (1870-1932)
- Kitty Courbois, actrice (1937-2017)
- Willem Crevels, beeldhouwer (1855-1916)
- Jan Cremer, schrijver en kunstschilder (1940-2024)
- Wim Crouwel, grafisch ontwerper (1928-2019)
- Eduard Cuypers, architect (1859-1927)
- Coen van Vrijberghe de Coningh, acteur, regisseur, muzikant, presentator, producent, (1950-1997)

### D

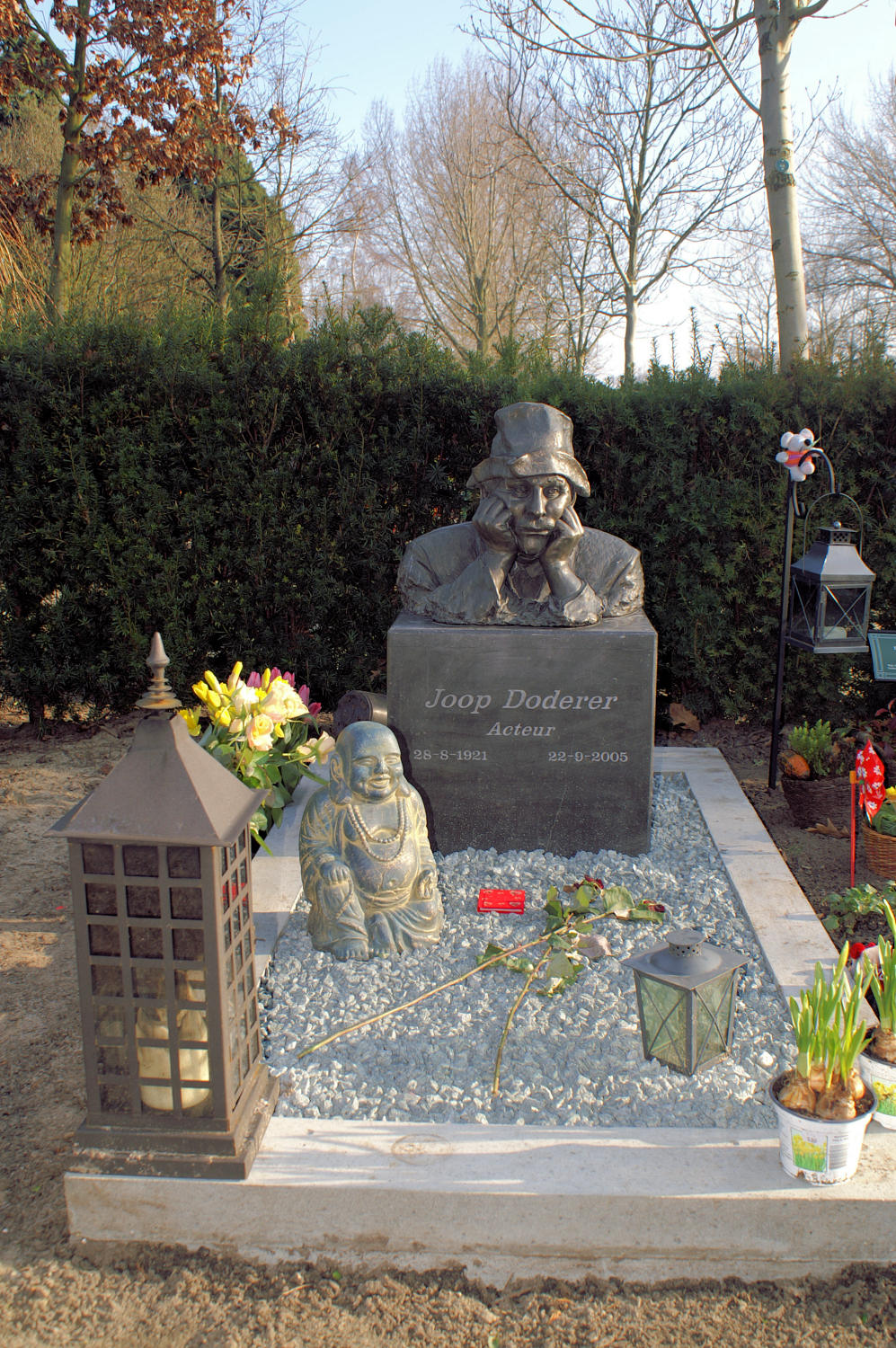
Graf van Joop Doderer

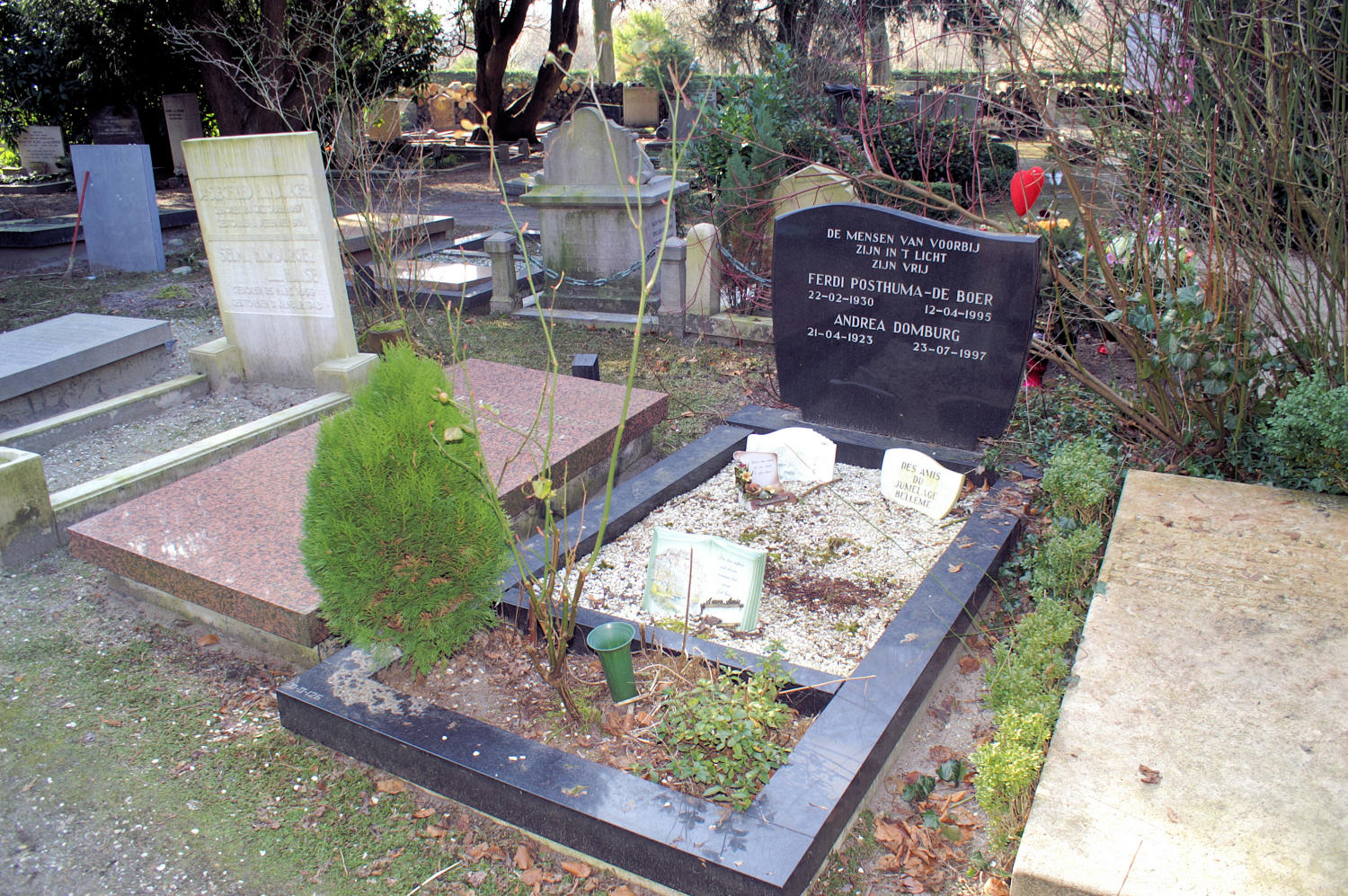
Graf van Andrea Domburg en Ferdi Posthuma de Boer

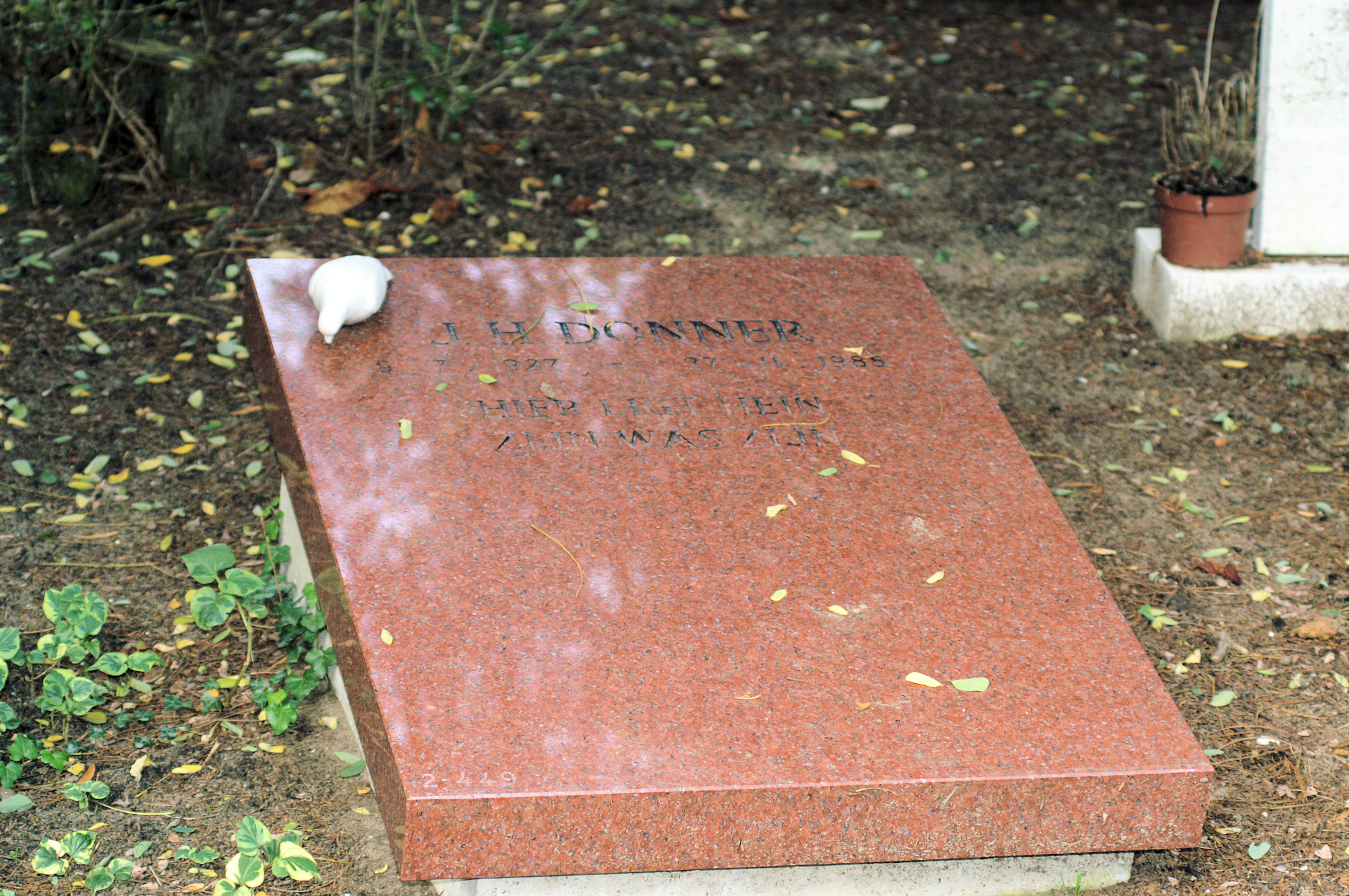
Graf van Hein Donner

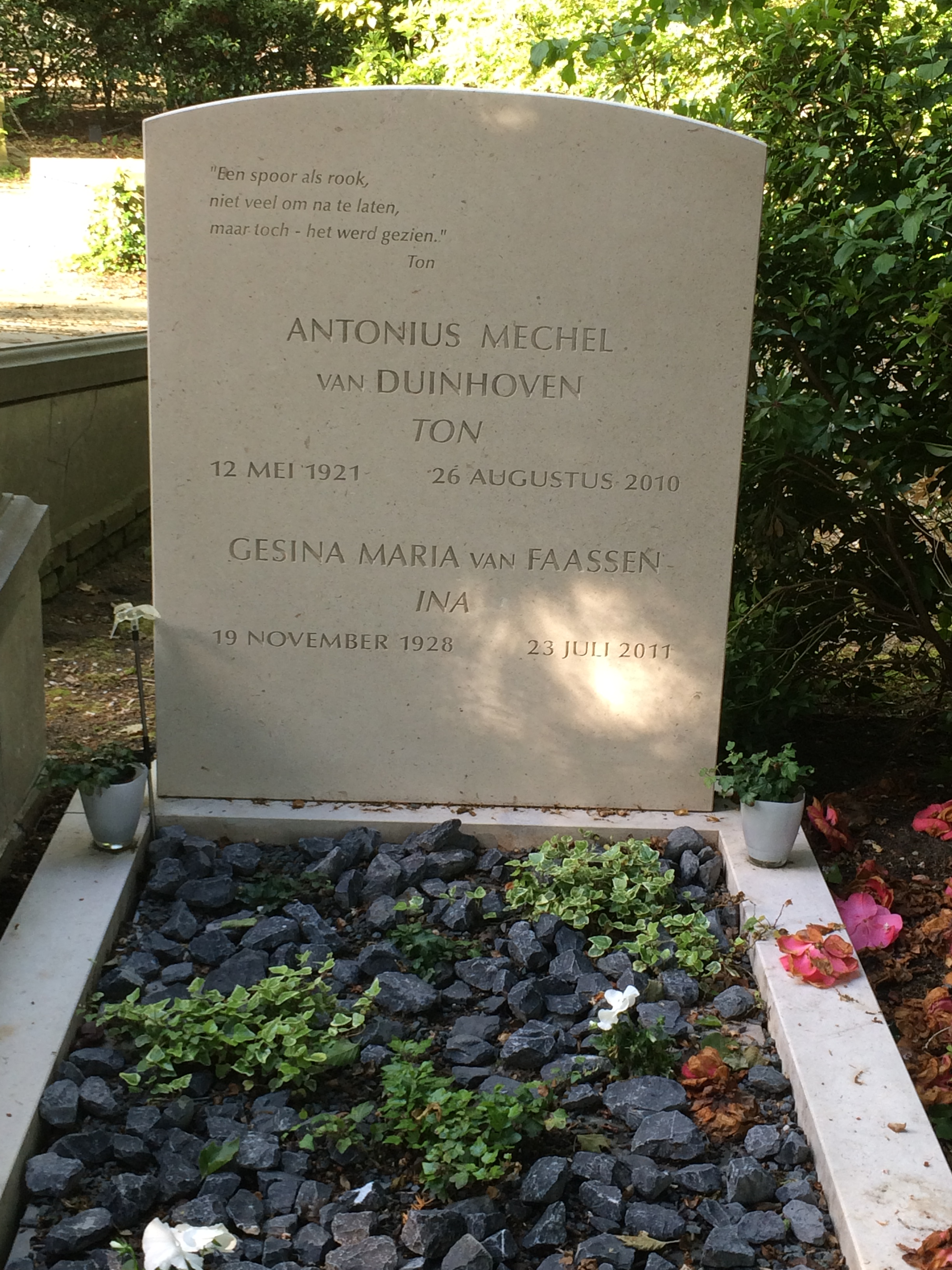
Graf van Ton van Duinhoven en Ina van Faassen

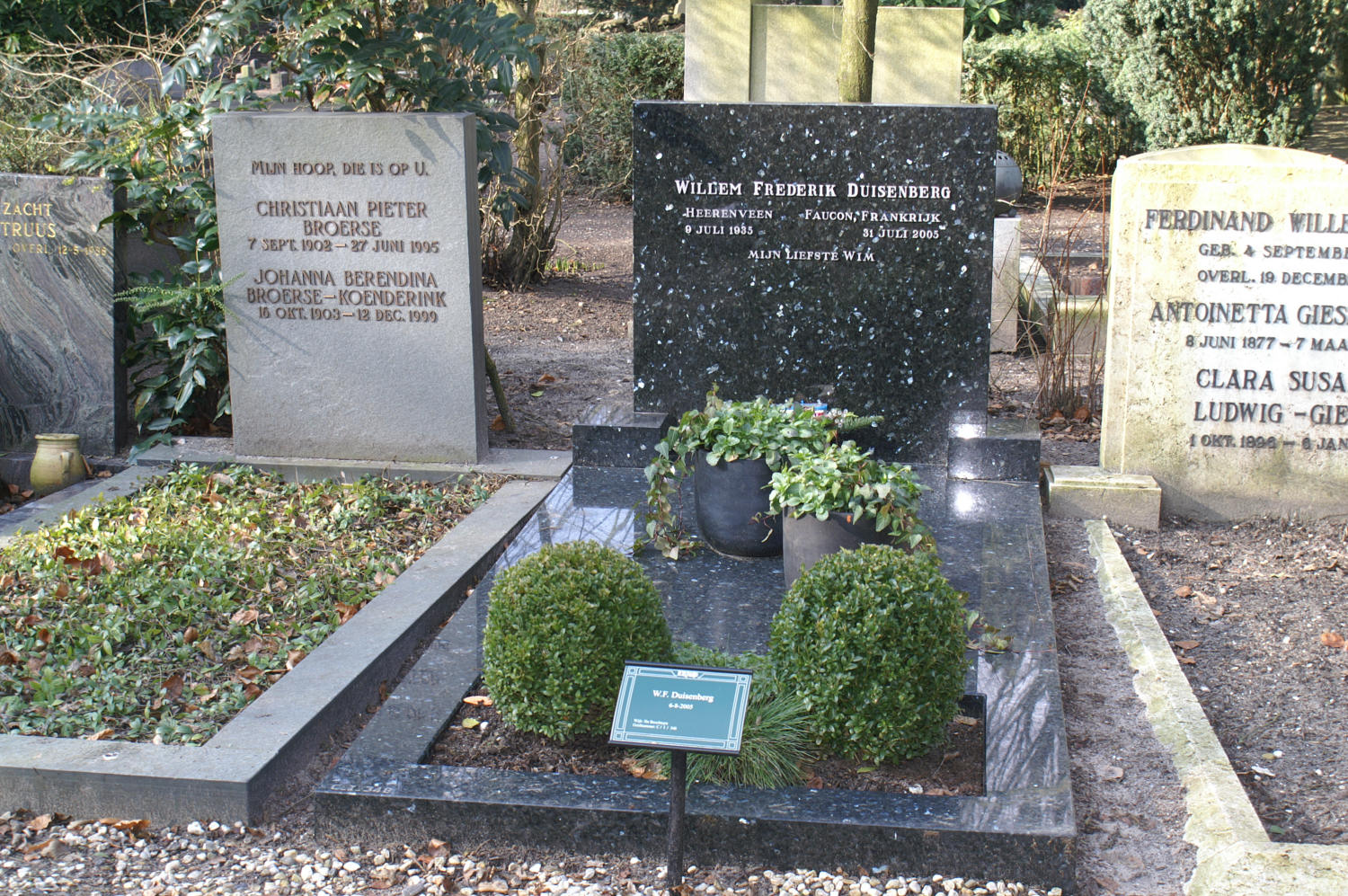
Graf van Wim Duisenberg

- Cilly Dartell, cabaretier en presentatrice (1957-2023)
- Paul Deen, acteur (1915-1990)
- Lex van Delden, acteur en zanger (1947-2010)
- Lex van Delden sr., componist (1919-1988)
- Daniël Apolonius Delprat, politicus (1890-1988)
- Jan Derksen, operazanger (1932-2004)
- Cristina Deutekom, operazangeres (1931-2014)
- Jef Diederen, kunstenaar (1920-2009)
- Ko van Dijk sr., acteur (1880-1937), geruimd
- Louis van Dijk, pianist (1941-2020)
- Marinus van Dijke, vertaler (1932-1999), bekend onder het pseudoniem Marko Fondse
- Theo Dobbelman, kunstenaar (1906-1984)
- Joop Doderer, acteur (1921-2005)
- Andrea Domburg, actrice (1923-1997)
- J.H. Donner, schaker (1927-1988)
- Cornelis Dopper, componist (1870-1939)
- Gert-Jan Dröge, televisiepresentator (1943-2007). Dröge werd gecremeerd in Crematorium Westgaarde. Zijn as is hier begraven.
- Jan Duiker, architect (1890-1935)
- Ton van Duinhoven, acteur (1921-2010)
- Kerwin Duinmeijer, slachtoffer zinloos geweld (1968-1983)
- Wim Duisenberg, minister en hoofd ECB (1935-2005)
- Arend Jan Dunning, cardioloog (1930-2009)
- Theodor Duquesnoy, vertaler (1942-1994)
- Dirk Durrer, cardioloog (1918-1984)
- Louis Dusée, tekstschrijver-radioproducent (1930-1999)
- Mien Duymaer van Twist, actrice (1891-1967)

### E
- Ellen Edinoff, Amerikaans-Nederlandse danseres (1942-2013)
- Willem Endstra, vastgoedmagnaat (1953-2004)
- Willem Ennes, toetsenist (1947-2012)
- Emile Enthoven, componist en jurist (1903-1950)
- Cateau Esser, zangpedagoge (1858-1923)
- Felix Eijgenraam, wetenschapsjournalist (1958-1994)
- Gertie Evenhuis, schrijfster (1927-2005)
- Elisabeth Eybers, dichteres (1915-2007)
- Matthieu van Eysden, acteur (1896-1970)

### F
- Dara Faizi, cabaretier (1988-2013)
- Ina van Faassen, actrice en cabaretière (1928-2011)
- Bobby Farrell, zanger (1949-2010)
- Hans Faverey, dichter (1933-1990)
- Len del Ferro, operazanger en stottertherapeut (1921-1992)
- Philip H. Fiedeldij Dop, kinderarts (1911-1991)
- Jean-Paul Franssens, schrijver (1938-2003)
- Géza Frid, pianist (1904-1989)

### G

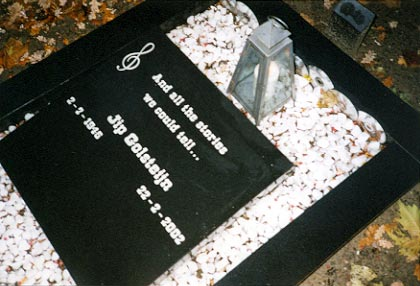
Graf van Jip Golsteijn

- Wilhelm Friedrich de Gaay Fortman, politicus (1911-1997)
- Seth Gaaikema, cabaretier, musicalschrijver en vertaler (1939-2014)
- Jacques Gans, journalist (1907-1972)
- Johannes Geelkerken, predikant (1879-1960)
- Rob van Gennep, uitgever (1937-1994)
- Han van Gessel, journalist-auteur (1941-2013)
- Peter Giele, kunstenaar (1954-1999), met rustcapsule de Giele Skull
- Jan Pieter Glerum, veilingmeester (1943-2013)
- Jo van Gogh-Bonger, schoonzuster van Vincent van Gogh (1862-1925)
- Jip Golsteijn, journalist (1945-2002)
- Vic Gonsalves, voetballer (1887-1922)
- Johan Cohen Gosschalk, kunstenaar (1873-1912)
- Frank Govers, modeontwerper (1932-1997)
- Julien de Graef, acteur (1883-1951), bekend onder het pseudoniem Jules Verstraete
- Gerhard von Graevenitz,jurist, graficus, kunstschilder (1934-1983)
- Bastiaan de Greef, architect (1818-1899)
- Annemarie Grewel, politica (1935-1998)
- Max Groen, filmvertaler (1918-2004)
- Germaine Groenier, programmamaakster, regisseuse en schrijfster (1943-2007)
- Robert Jasper Grootveld, kunstenaar (1932-2009)

### H
- Hans Hagenbeek, architect (1942-2021)
- Frans Halsema, cabaretier (1939-1984)
- Albert Hanken, wiskundige en natuurkundige en hoogleraar systeemleer (1926-2016)
- Johannes Petrus Hasebroek, letterkundige, predikant en schrijver-dichter (1812-1896)
- Adriaan van der Have, galeriehouder (1958-2009)
- Heere Heeresma, schrijver (1932-2011)
- Herman Heijermans, toneelschrijver (1864-1924)
- Gerard Adriaan Heineken, oprichter bierbrouwerij Heineken (1841-1893)
- Henry Pierre Heineken, bierbrouwer (1886-1971)
- Bob van Hellenberg Hubar, filmproducent (1950-2008)
- Marion Herbst, kunstenares (1944-1995)
- Jac Hermans, eigenaar supermarktketen (1916-2007)
- Carol van Herwijnen, acteur (1941-2008)
- Sara Heyblom, actrice (1892-1990)
- Tonio Hildebrand, autocoureur (1930-2005)
- Dick Hillenius, dichter en botanicus (1927-1987)
- Evert Constantijn Hingst, jurist en fiscalist (1969-2005)
- Maria Hofker-Rueter, kunstenaresse (1902-1999)
- Greet Hofmans, mystica (1894-1968)
- Hak Holdert, uitgever (1870-1944)
- Jan Willem Holsbergen, schrijver (1915-1995)
- Sjoukje Hooymaayer, actrice (1940-2018)
- Adriaan van der Horst, toneelspeler, -regisseur en -directeur (1868-1942)
- Wilhelmina van der Horst-van der Lugt Melsert, toneelspeelster (1871-1928)
- Betty Holtrop-van Gelder, actrice en schrijfster (1866-1963)
- Bart van Hove, beeldhouwer (1850-1914)
- Maria van Hove, schilder en etser (1884-1925)
- Paul Huf Jr., fotograaf (1924-2002)
- Paul Huf Sr., acteur (1891-1961)
- Bart Huges, provo (1934-2004)
- Hellen Huisman, actrice (1937-2012)
- Cor Hund, beeldhouwer-schilder (1915-2008)
- Willy Hund-Smit, beeldhouwster (1917-2001)
- Kees Hund, landschapsarchitect (1943-2017)
- Willem Hunsche, acteur en komiek (1880-1934)

### I
- Corry Italiaander, actrice (1886-1971), geruimd

### J
- Adriaan Jaeggi, schrijver (1963-2008)
- Hans Jansen, arabist (1942-2015)
- Peter Wilhelm Janssen, koopman, filantroop en oprichter Deli Maatschappij (1821-1903)
- Loe de Jong, historicus (1914-2005)
- Leen Jongewaard, acteur (1927-1996)
- William Emanuël Juglall, Surinaams politicus (1899-1980)

### K

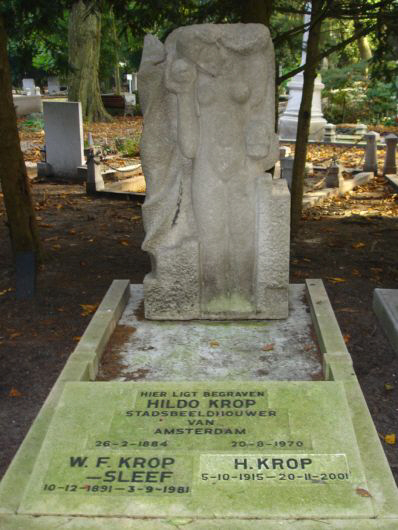
Graf van Hildo Krop

- Hans Kaart, operazanger (1920-1963)
- Johan Kaart, acteur (1897-1976)
- Gerard Kaldewaaij, revue-artiest (1909-2005), bekend onder het pseudoniem Gerard Walden
- Antonie Kamerling, acteur-zanger (1966-2010)
- Leo Kamman (1865-1941), beeldhouwer
- Frans Kellendonk, schrijver (1951-1990)
- Hans Kemna, casting-director (1940-2024)
- Johan van der Keuken, fotograaf-documentairemaker (1938-2001)
- Cor Kint, componist, violist (1890-1944)
- Kho Liang Ie, industrieel ontwerper-binnenhuisarchitect (1927-1975)
- Michel de Klerk, architect en meubelontwerper (1884-1923)
- Arie Kleijwegt, radioverslaggever, directeur VPRO-tv (1921-2001)
- Johannes Kleiman, zakenman, helper Anne Frank (1896-1959), geruimd
- Greet Koeman, zangeres (1910-1961)
- Hans Koetsier, kunstenaar-tekstschrijver (1930-1991), geboren als Johannes van Pieterson
- Jan Koopmans, theoloog (1905-1945)
- Hendrik Koot, Nationaalsocialist (1898-1941), geruimd
- Alfred Kossmann, schrijver (1922-1998)
- Gerrit Kouwenaar, dichter (1923-2014)
- Adolph Wilhelm Krasnapolsky, horeca-ondernemer (1834-1912)
- Hildo Krop, beeldhouwer (1884-1970)
- Jacques Kruithof, schrijver (1947-2008)
- Cornelis Kruyswijk, architect Amsterdamse School (1884-1935)

### L

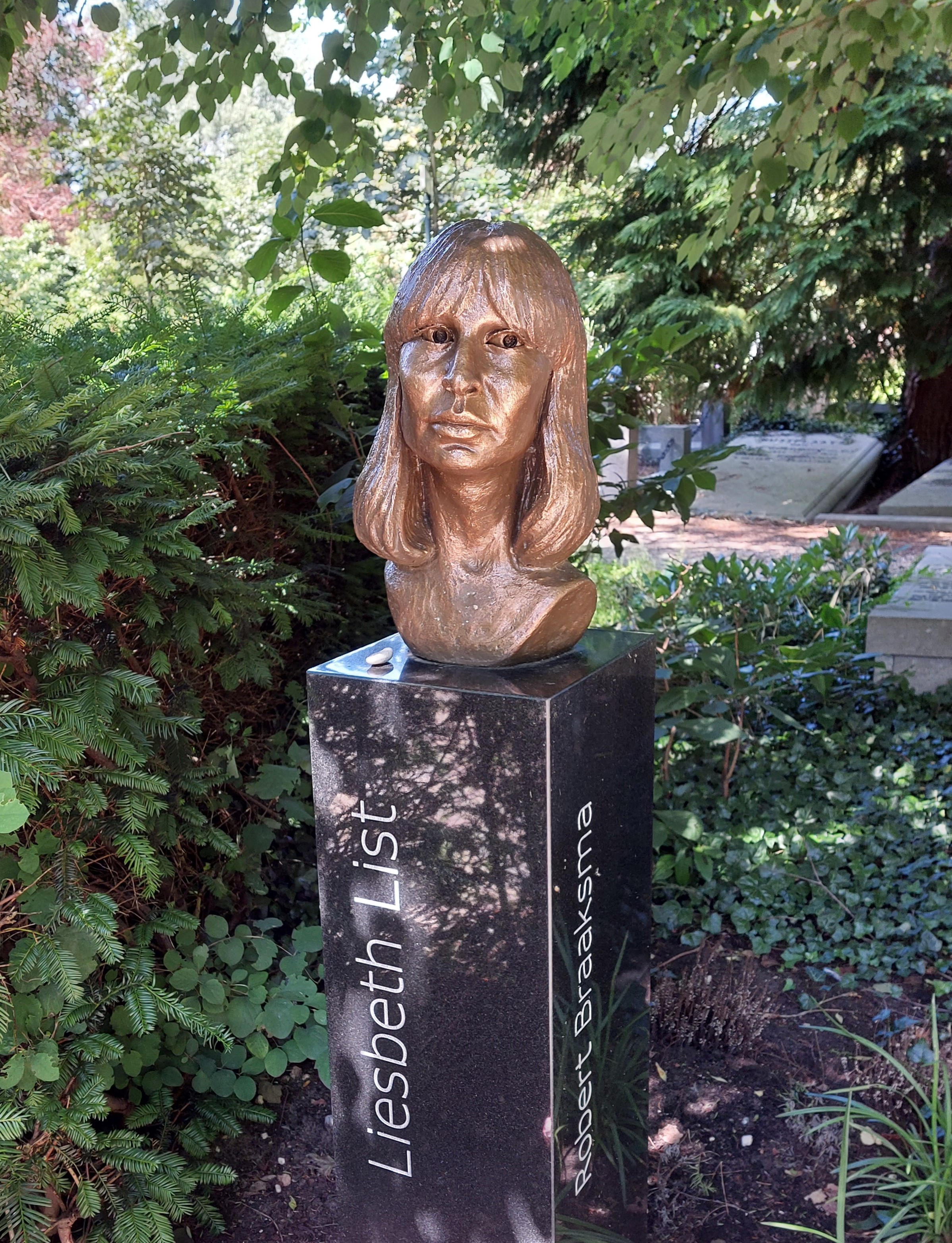
Grafmonument Liesbeth List

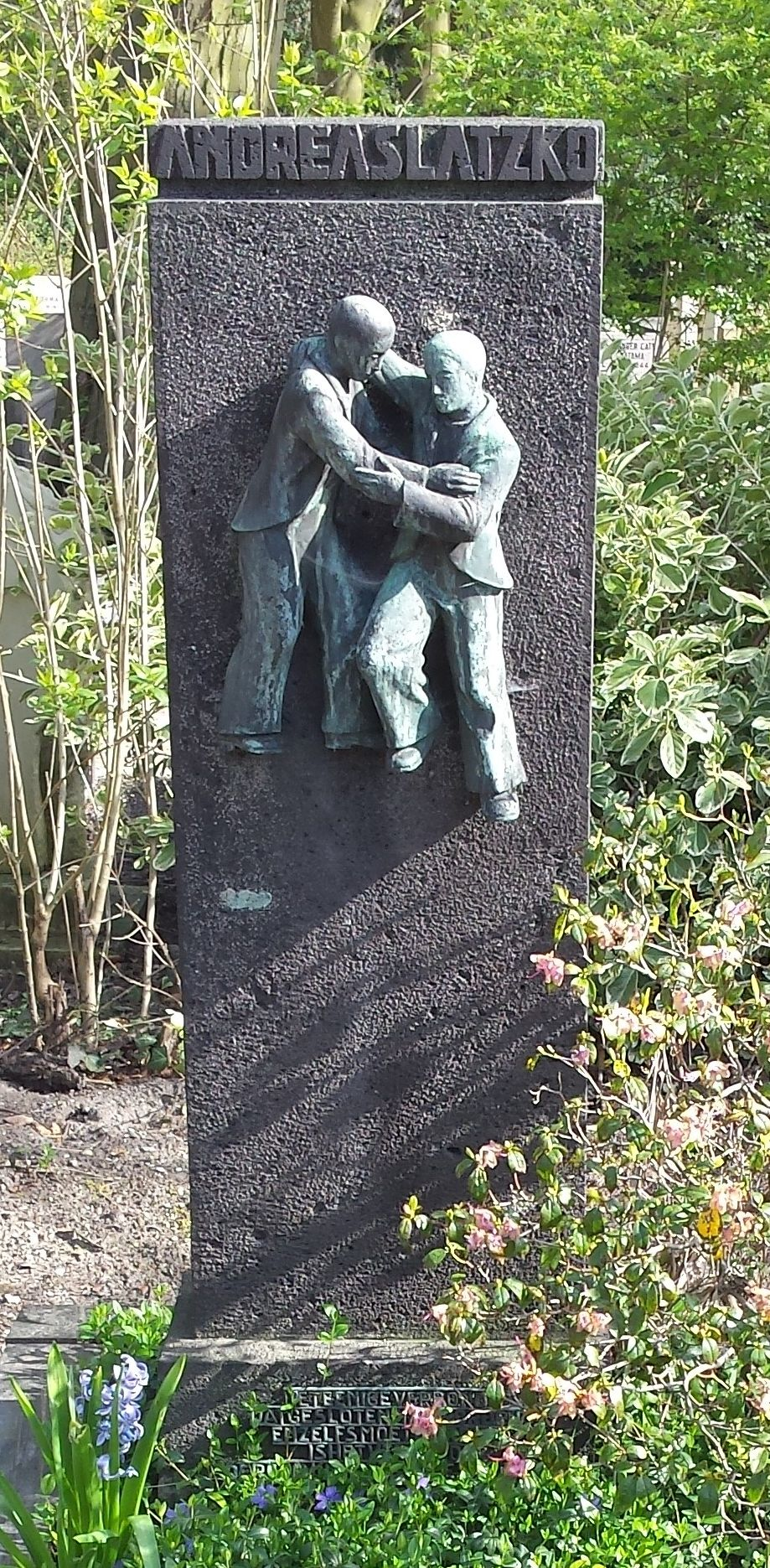
Grafmonument A.Latzko door beeldhouwer J. Havermans 1948

- Harry Lammertink, cartoonist YRRAH (1932-1996)
- Lucas van der Land, politicoloog (1923-1984), stond model voor het personage Jaap Elderer in de roman De avonden van Gerard Reve
- Guillaume Landré, componist en jurist (1905-1968)
- Joep Lange, aidsdeskundige en hoogleraar (1954-2014)
- Manfred Langer, horecaondernemer (1952-1994)
- Loe Lap, handelaar dumpgoederen (1914-1993)
- Isidor Lateiner, violist (1930-2005)
- Andreas Latzko, schrijver en pacifist (1876-1943)
- Reinbert de Leeuw, dirigent, pianist en componist (1938-2020)
- Ton Lensink, acteur (1922-1997)
- Stine Lerou, actrice (1901-1997)
- Peter Alexander van Linden, levend kunstwerk (1946-2013)
- Wim van der Linden, televisiemaker-fotograaf (1941-2001)
- Liesbeth List,  chansonnière en actrice (1941-2020)
- Abraham Dirk Loman (theoloog), theoloog (1823-1897)
- Charles Lücker, zangeres (1965-2008), bekend onder het pseudoniem Vera Springveer
- Diana Renz-Luyckx, circusartieste en directrice (1966-1996)

### M

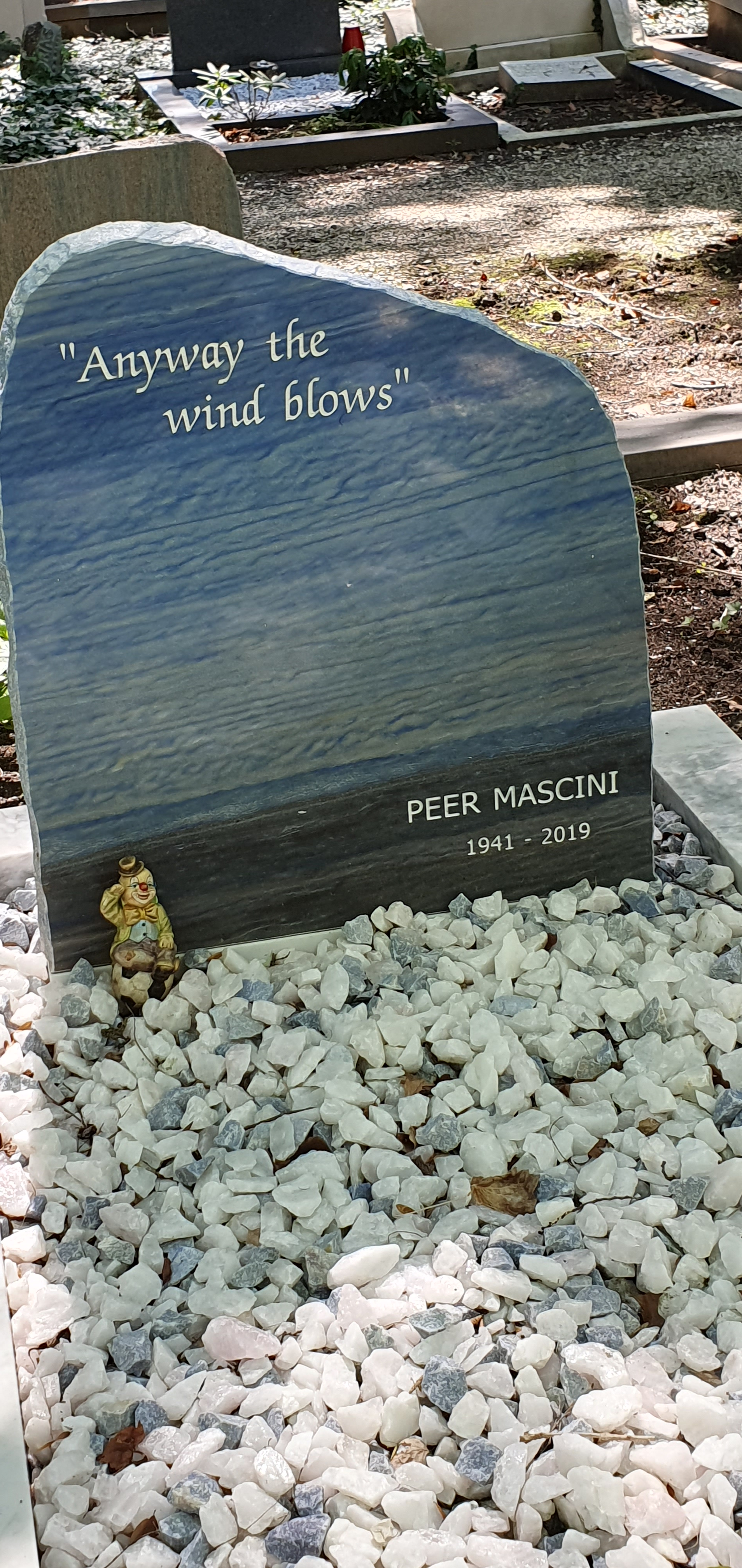
Graf Peer Mascini

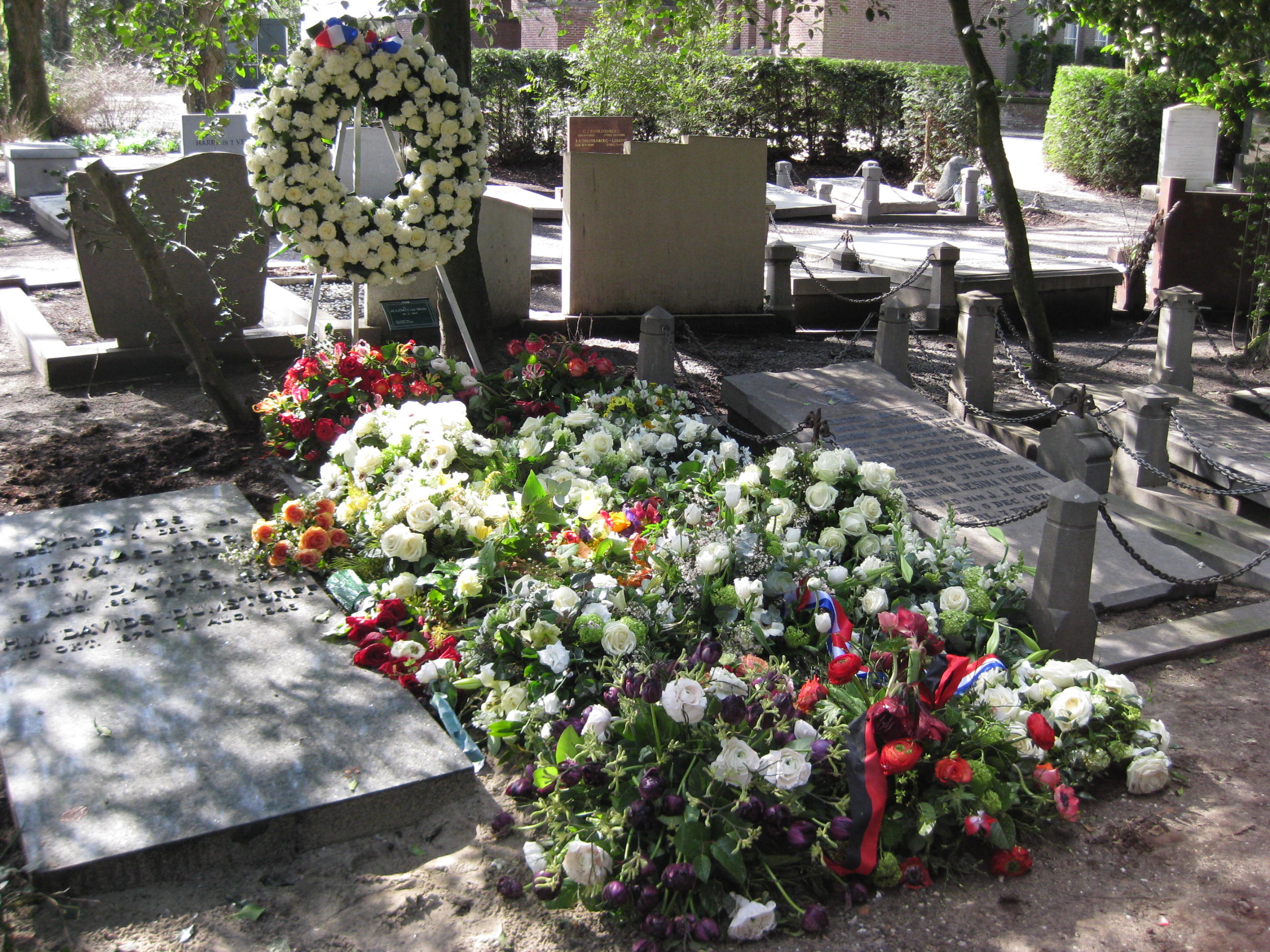
Graf Hans van Mierlo

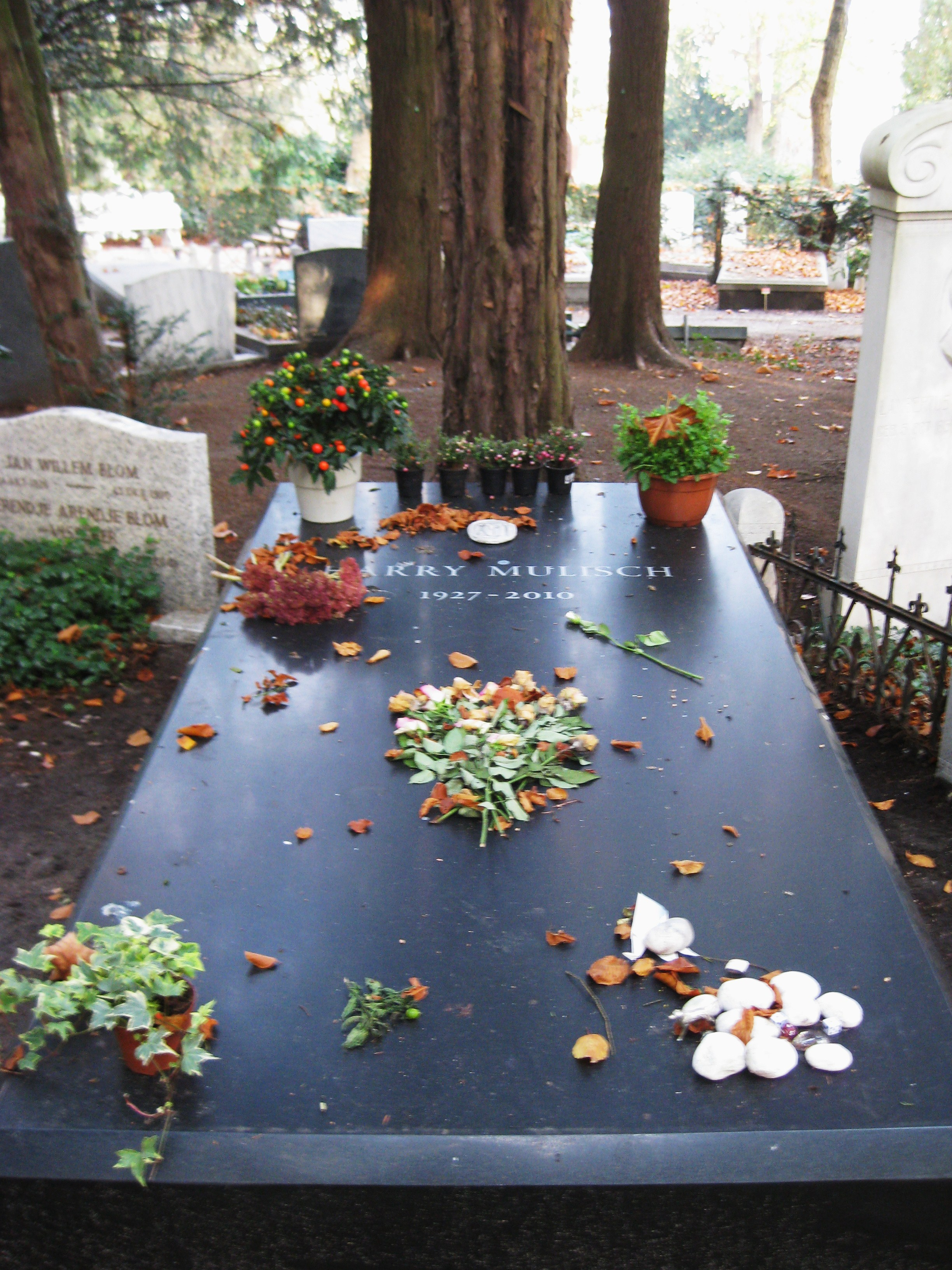
Graf Harry Mulisch

- Laura Maaskant, schrijfster (1994-2019)
- Kees Manders, zanger-liedjesschrijver (1913-1979), broer van Tom Manders, geruimd
- Fien de la Mar, actrice (1898-1965)
- Cissy van Marxveldt, schrijfster (1898-1948), pseudoniem van Setske de Haan
- Peer Mascini, acteur (1941-2019)
- Else Mauhs, actrice (1885-1959)
- Rob du Mée, filmproducent (1935-2003)
- Hein Meens, zanger, tenor (1949-2012)
- Ischa Meijer, interviewer-columnist (1943-1995)
- Doeschka Meijsing, schrijfster (1947-2012)
- Erik Menkveld, dichter, romancier en criticus (1959-2014)
- Hans van Mierlo, politicus en minister van Staat (1931-2010)
- Marga Minco, schrijfster (1920-2023)
- Ben Minoli, acteur (1916-1998)
- Frank Mol, componist-pianist (1957-2000)
- Frans Molenaar, couturier (1940-2015)
- Louise de Montel, zangeres (1926-1993)
- Hendrik Mulderije, politicus (1896-1970)
- Harry Mulisch, schrijver (1927-2010)
- Piet Muijselaar, revueartiest (1899-1978), Snip uit Snip en Snap

### N
- Atzo Nicolaï, bestuurder en politicus (1960-2020)
- Constant Nieuwenhuijs, schilder Cobra-groep (1920-2005)
- Willem Nijholt, acteur (1934-2023)
- Jan Nooij, oprichter Volkstoneel (1888-1962)
- Beppie Nooij jr., actrice (1919-1979)
- Beppie Nooij sr., actrice (1893-1976)
- Klaas Norel, schrijver-journalist (1899-1971)

### O

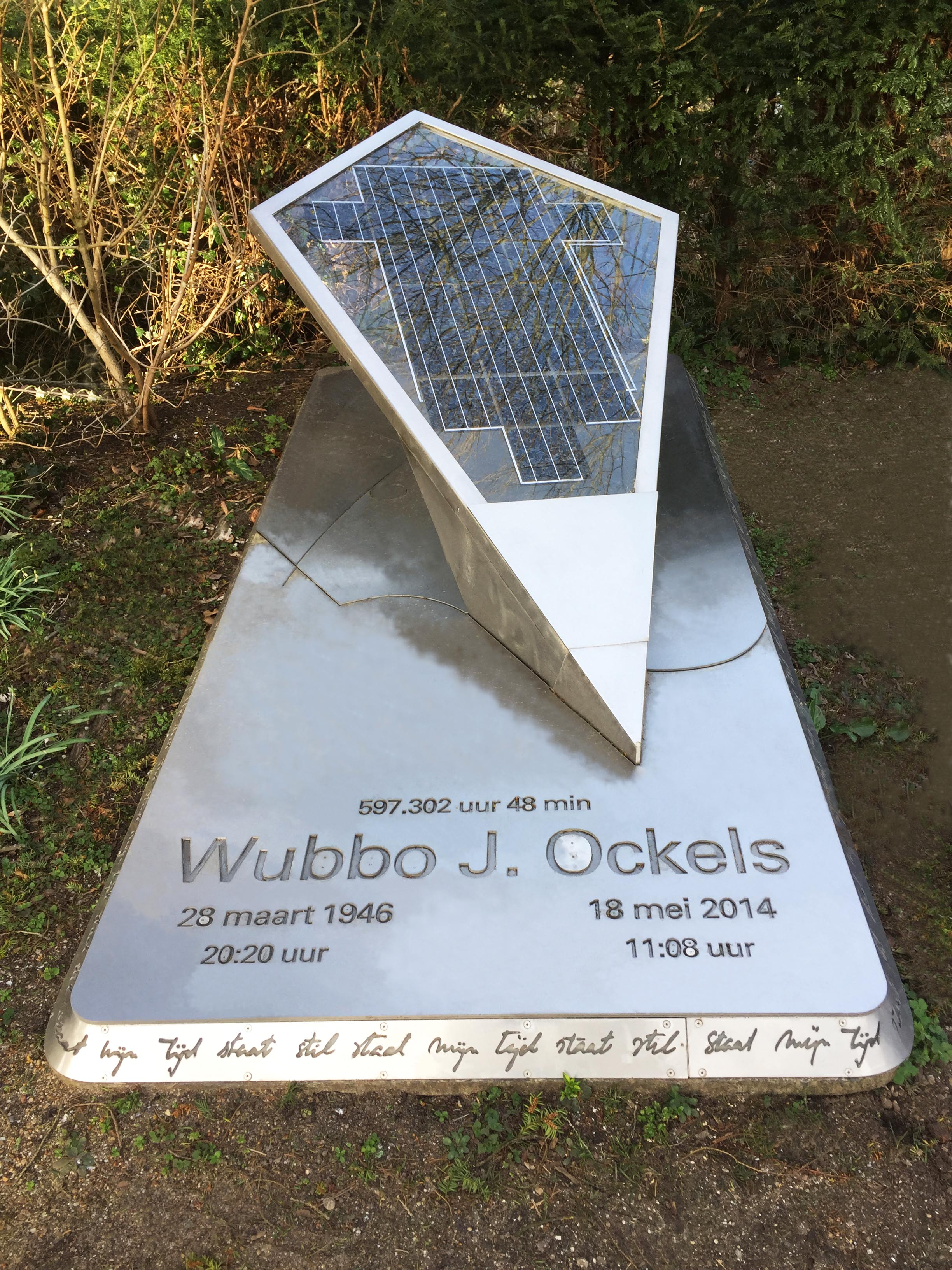
Graf Wubbo J. Ockels

- Wubbo Ockels, natuurkundige, ruimtevaarder (1946-2014)
- Jeroen Oerlemans, persfotograaf en journalist (1970-2016)
- Piet Ooms, zwemmer (1884-1961)
- Huub Oosterhuis, dichter en theoloog (1933-2023)
- Jacobus Oranje, verzetsheld (1898-1946)
- Jos Orelio, zanger (1854-1926)

### P
- Schelto Patijn, politicus (1936-2007)
- Désiré Pauwels, zanger (1861-1942)
- François Pauwels, jurist en schrijver (1888-1966)
- Rascha Peper, schrijfster (1949-2013)
- Tilly Perin-Bouwmeester, actrice (1893-1984), geruimd
- Willem Pijper, componist (1894-1947)
- Heleen Pimentel, actrice (1916-2008)
- Ben Polak, arts en politicus (1913-1993)
- Mance Post, illustrator (1925-2013)
- Peter Post, wielrenner (1933-2011)
- Jaap van Praag, voorzitter Ajax (1910-1987)
- Nico Prins, drummer (1924-2003)

### Q
- Israël Querido, schrijver (1872-1932)

### R
- Roef Ragas, acteur (1965-2007)

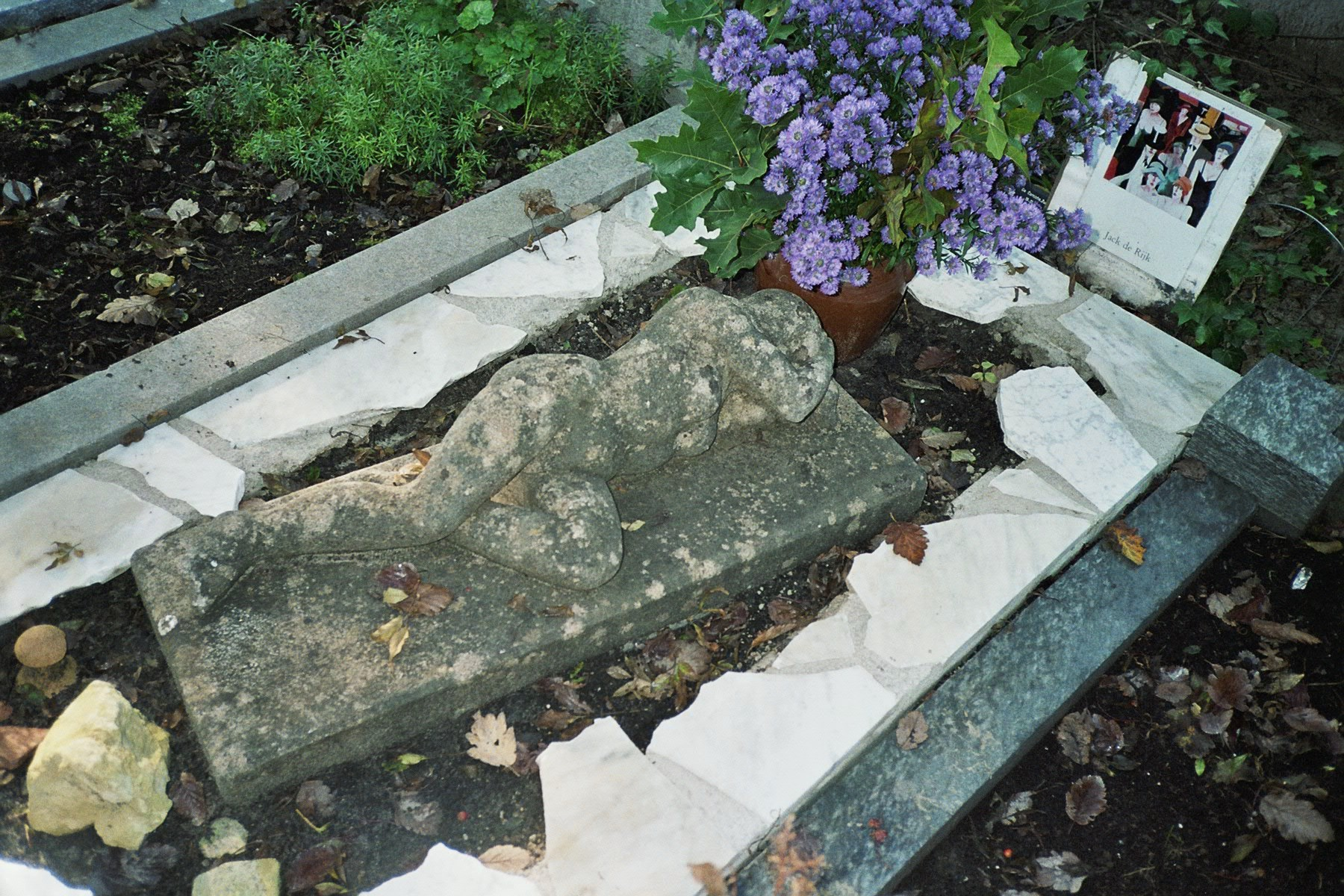
Graf van Jack de Rijk

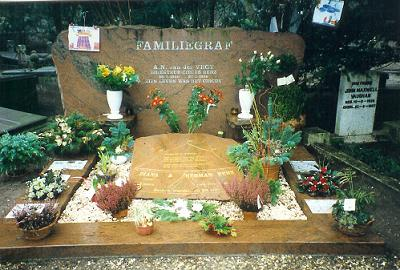
Het Familiegraf Van der Vegt, Nol van der Vegt (1940-1989), Herman van der Vegt (1967-1996), Diana Luycx (1966-1996) en Herman van der Vegt Sr (1911-1996)

- Lex de Regt, acteur en regisseur (1947-1991)
- Joan Remmelts, acteur (1905-1987)
- Max Reneman, tandarts, musicus en kunstenaar (1923-1978)
- Herman & Diana Renz, oprichters en directie van Circus Herman Renz, bijgezet in het graf van Nol van der Vegt
- Johannis de Rijke, waterbouwkundige (1843-1913)
- Henk Robijns, biljarter en diamanthandelaar (1883-1959)
- Bart Robbers, D66-politicus, bestuurder (1941-2015)[1]
- Bob van Rootselaar, wiskundige (1927-2006)
- Piet Römer, acteur (1928-2012)
- Julius Röntgen, componist (1855-1932)
- Netty Rosenfeld, zangeres, tv-programmamaakster (1921-2001)
- George Rosenthal, bankier (1828-1909)
- Nico Rost, letterkundige (1896-1967)
- Corine Rottschäfer, (1938-2020) model en zakenvrouw
- Guillaume Le Roy, kunstenaar (1938-2008)
- Renate Rubinstein, schrijfster-journaliste (1929-1990)
- Theo Ruiter, verzetsstrijder (1911-1965)

### S

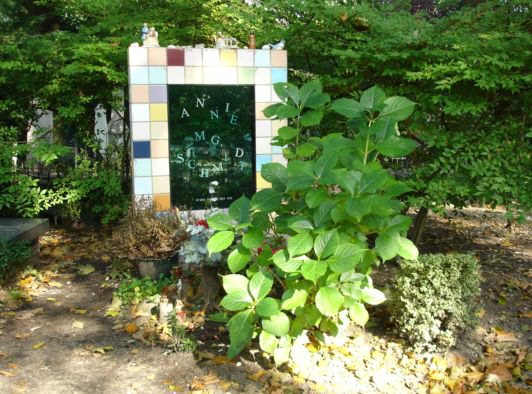
Graf van Annie M.G. Schmidt

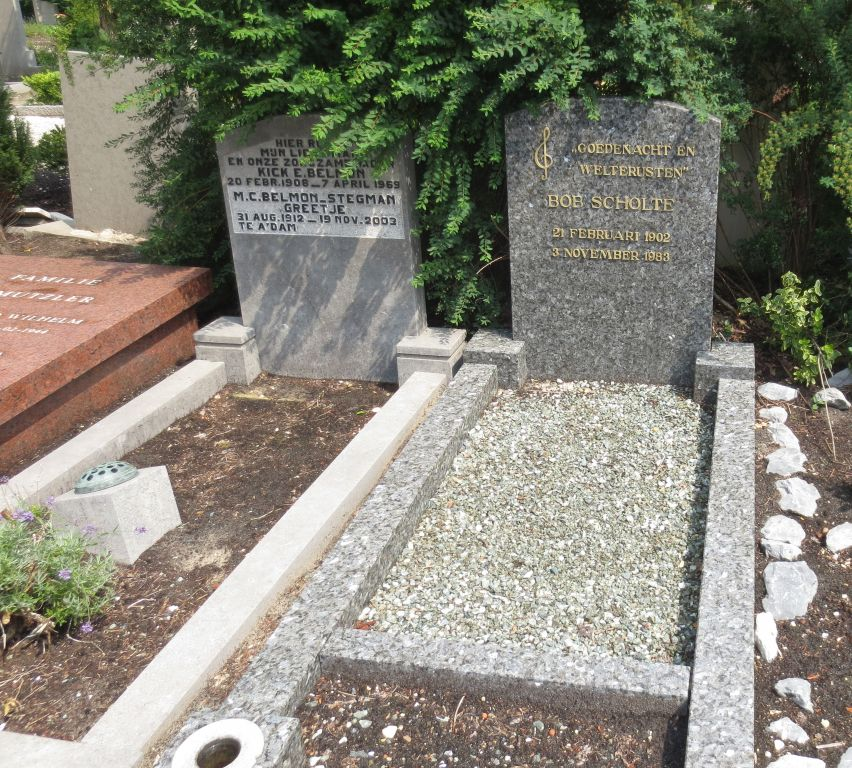
Graf van Bob Scholte

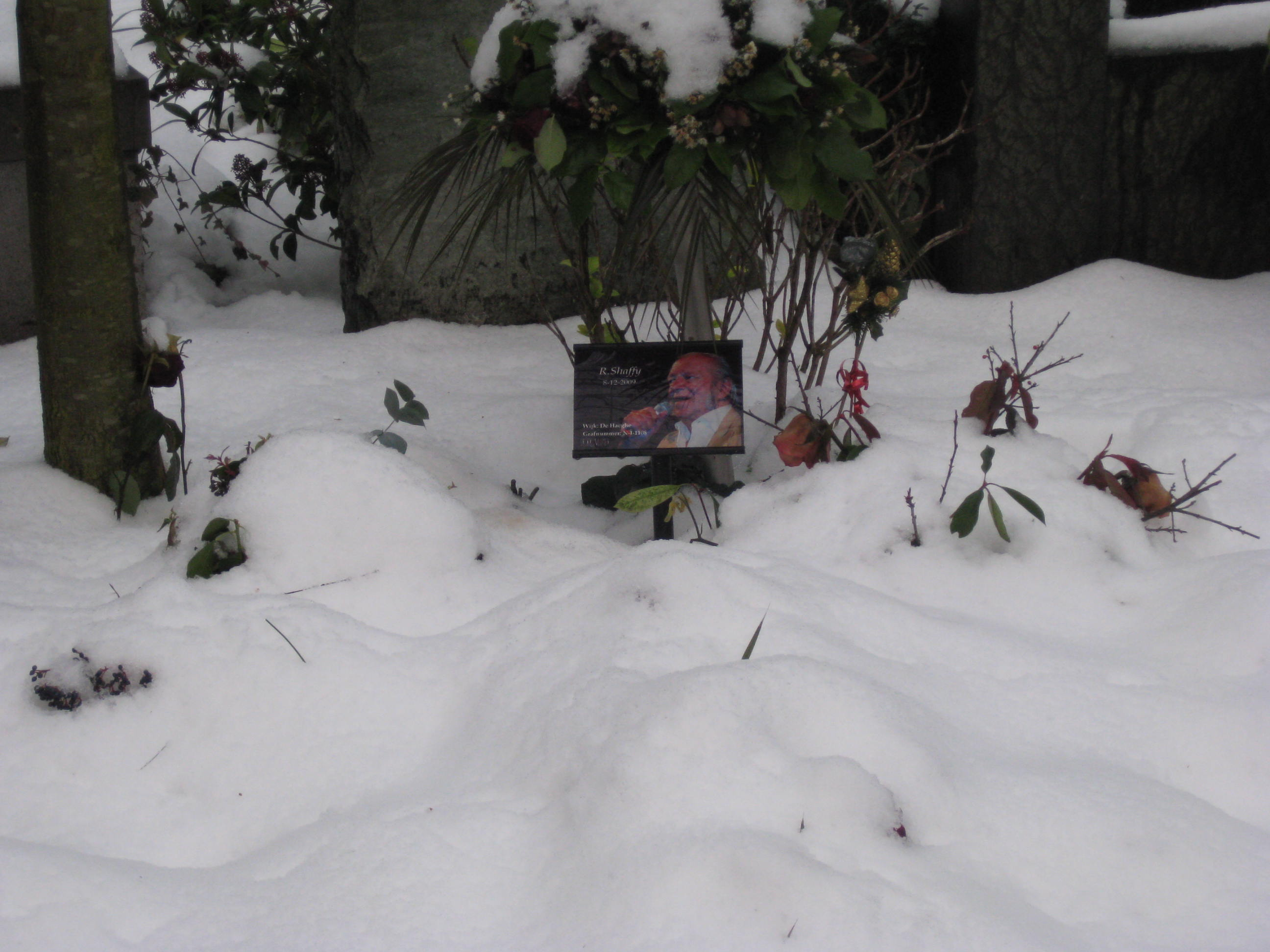
Graf van Ramses Shaffy

- Mady Saks, filmregisseuse (1941-2006)
- Helmut Salden, grafisch ontwerper (1910-1996)
- Piet Salomons, waterpoloër (1924-1948), geruimd
- Willem van de Sande Bakhuyzen, regisseur (1957-2005)
- Jan Schaefer, politicus/wethouder (1940-1994)
- Dirk Schäfer, pianist-componist (1873-1931)
- Marina Schapers, actrice (1938-1981)
- Peter Schat, componist (1935-2003)
- Arthur van Schendel, schrijver (1874-1946)
- Ageeth Scherphuis, journaliste en presentatrice (1933-2012)
- Annie M.G. Schmidt, schrijfster (1911-1995)
- Wim Schokking, politicus (1900-1960)
- Bob Scholte, zanger (1902-1983)
- Max Schuhmacher, antiquaar (1927-2007)
- Ramses Shaffy, zanger-acteur (1933-2009)
- Ben Sijes, historicus en hoogleraar (1908-1981)
- Karel Sijmons, architect (1907-1989)
- Jérôme Alexander Sillem, jurist, geschiedkundige (1840-1912)
- Emile Jérôme Sillem, civiel ingenieur (1847-1877)
- Sander Simons, nieuwslezer (1962-2010)
- Joop Sjollema, schilder (1900-1990)
- René Sleeswijk sr., theaterproducent (1907-1978)
- Dick Slootweg, journalist (1946-1992)
- Wies Smals, oprichter de Appel (1939-1983)
- Mathieu Smedts, journalist, schrijver, oud-hoofdredacteur Vrij Nederland (1913-1996)
- Ger Smit, acteur (1933-2012)
- Henk Smit, bas-bariton (1932-2010)
- Joke Smit, feministe (1933-1981)
- Hans Snoek, oprichtster Scapino Ballet (1910-2001)
- Piet Soer, gezagvoerder (1903-1935)
- Mela Soesman, actrice (1914-2005)
- Sjoerd Wilhelm Soeters, KLM-piloot (1919-1947)
- Edo Spier, journalist, architect en politicus (1926-2022)
- Frans van de Staak, cineast (1943-2001)
- Willy Stähle, Wereld- en Europees kampioene waterskiën (1954-2015)
- F. Starik, dichter, prozaïst, fotograaf, zanger, performer en beeldend kunstenaar (1958-2018)
- Joost Sternheim, journalist (1951-1992)
- Rob Stolk, provo en drukker (1946-2001)
- Dé Stoop, voorzitter FC Amsterdam (1919-2007)
- Pauline Suij, schilder en tekenaar (1863-1949)
- Jacoba Surie, schilderes (1879-1970)
- Henny de Swaan-Roos, feministe (1909-1995)
- Carrie de Swaan, documentairemaakster (1946-2010), zus van Abram de Swaan
- Hans van Sweeden, componist (1939-1963)
- Hans van Swol, tennisser en televisiedokter (1914-2010)

### T
- Paul Termos, componist-saxofonist (1952-2003)
- Willemien Testas, kunstenaar (1876-1931)
- Gerard Thoolen, acteur (1943-1996)
- Anton Tierie, componist (1870-1938)
- Joop van Tijn, journalist (1938-1997)
- Bob van Tol, acteur (1943-2005)
- Oscar Tourniaire, acteur (1880-1939)
- Jan Tromp, kunstfluiter (1934-2006)

### U
- Maurits Uyldert, schrijver (1881-1966)

### V

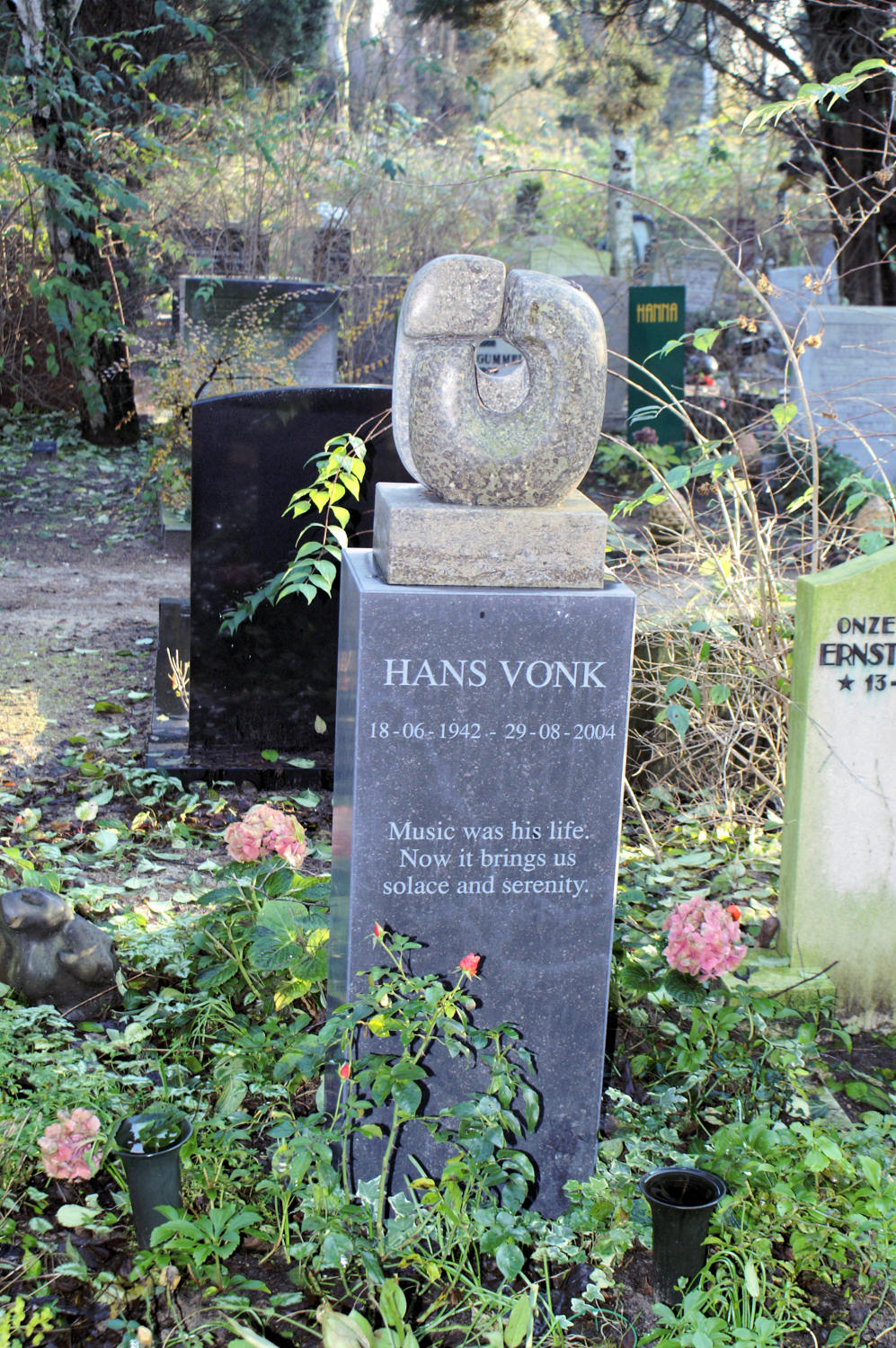
Graf van Hans Vonk

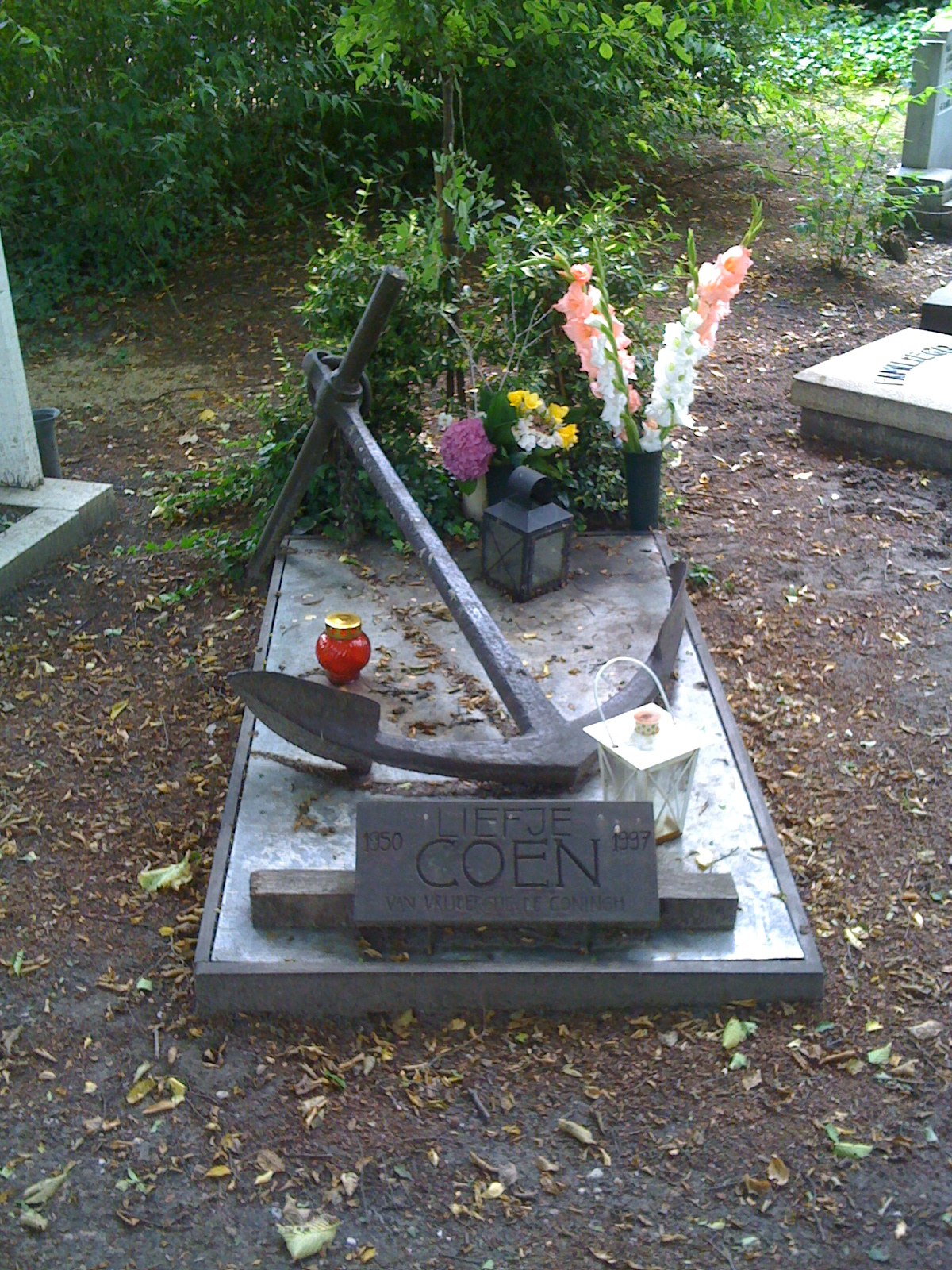
Graf van Coen van Vrijberghe de Coningh

- Elisabeth Varga, beeldhouwer en medailleur (1948-2011)
- M. Vasalis, dichteres (1909-1998), pseudoniem van de psychiater Margaretha Droogleever Fortuyn-Leenmans
- Herman van der Vegt, circusdirecteur (1967-1996)
- Nol van der Vegt, circusdirecteur (1940-1989)
- Adriaan Venema, schrijver (1941-1993)
- Felix Andries Vening Meinesz, geofysicus (1887-1966)
- Martijn Verbrugge, voorzitter HIV Vereniging (1958-2004)
- Gerrard Verhage, regisseur (1948-2008)
- Marco Vermie, musicalspeler (1959-1996)
- Elisabeth Versluys, actrice (1923-2011)
- Gerrit Versteeg, architect (1871-1938)
- Viktor IV, kunstenaar (1929-1986), pseudoniem van Walter Carl Glück
- Clara Vischer-Blaaser, actrice (1894-1972)
- Lieuwe Visser, bariton (1939-2014)
- Geert Vissers, artiest (1960-1992), bekend onder het pseudoniem Hellun Zelluf
- Bram van der Vlugt, acteur (1934-2020)
- Bert Voeten, dichter (1918-1992)
- Hans Vonk, dirigent (1942-2004)
- Frans Vorstman, acteur (1922-2011)
- Ton Vos, acteur (1923-1991)
- Corstiaan de Vries, tekenaar (1936-2008)
- Erik de Vries, televisiepionier (1912-2004)
- Fries de Vries, politicus en dichter (1931-2008)
- Gerard de Vries Lentsch, scheepsbouwer (1916-1996)
- Victor E. van Vriesland, dichter (1892-1974)
- Coen van Vrijberghe de Coningh, acteur (1950-1997)

### W
- Johannes van der Waals jr., natuurkundige (1873-1971)
- Jan Waterink, pedagoog-psycholoog (1890-1966)
- Jeanne Dientje Woerdeman-Evenhuis, dermatologe en verzetsstrijdster (1924-1994)
- J.W.F. Werumeus Buning, dichter (1891-1958)
- Koen Wessing, fotograaf (1942-2011)

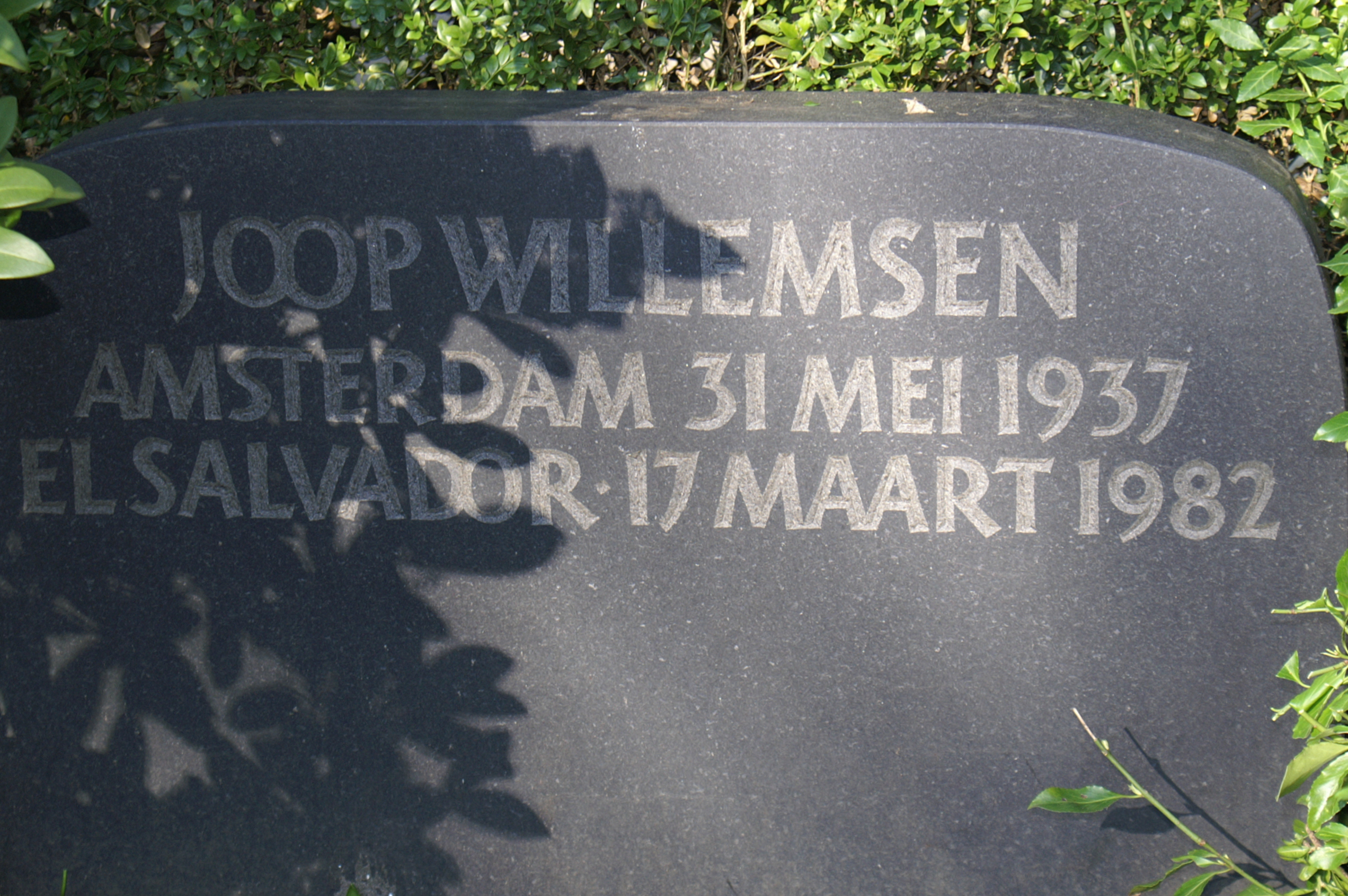
Graf van Joop Willemsen

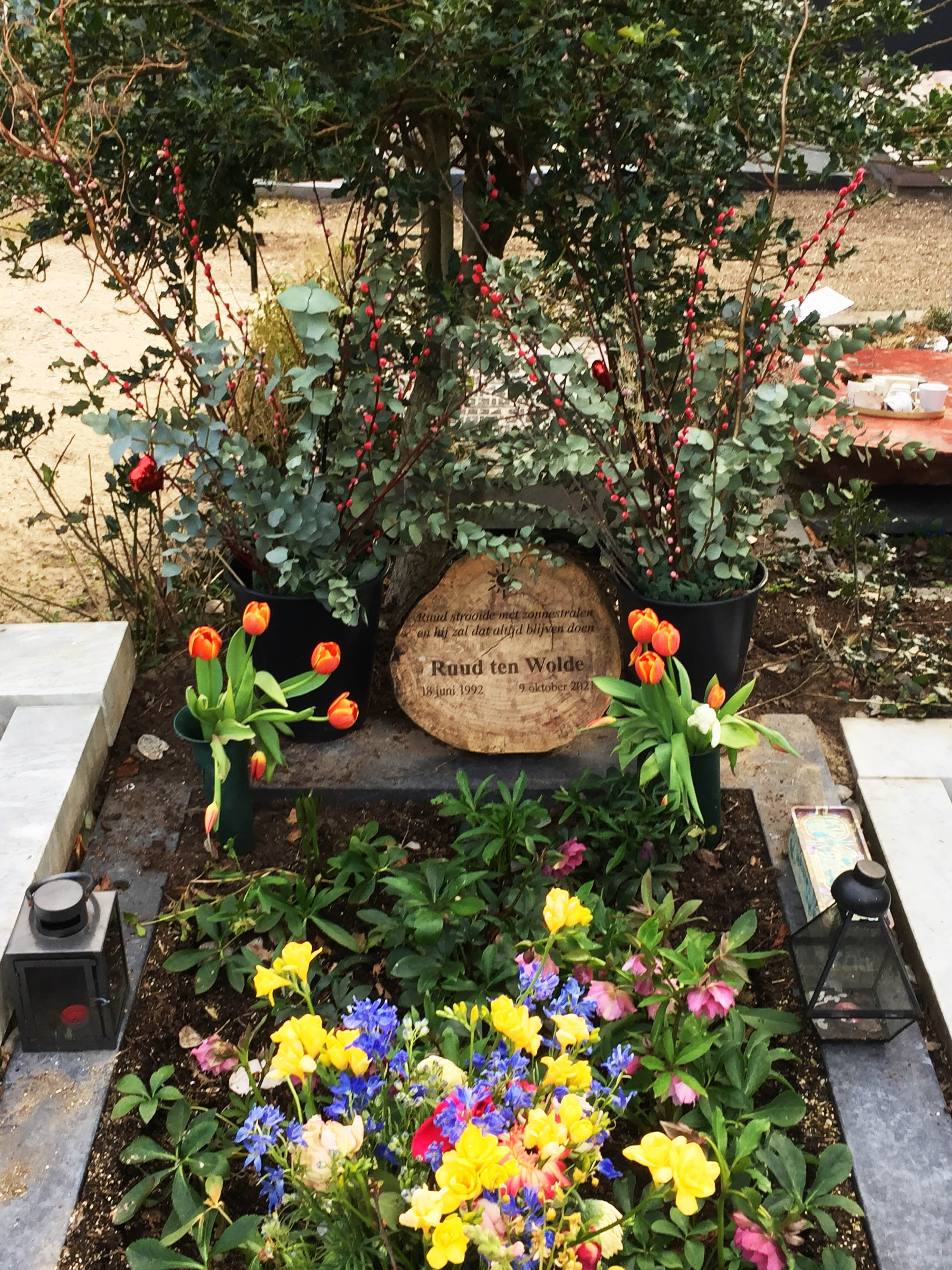
Graf van Ruud ten Wolde

- Han Wezelaar, beeldhouwer (1901-1984)
- Liesbeth Wezelaar-Dobbelmann, beeldhouwer (1917-2003)
- Erich Wichmann, beeldend kunstenaar (1890-1929)
- Jetty Wienese, tennisspeelster (1933-1970)
- Bernard Willem Wierink, kunstenaar (1856-1939)
- Menno Wigman, dichter, vertaler (1966-2018)
- Nicolaas Wijnberg, kunstschilder (1918-2006)
- Jan Hillebrand Wijsmuller, schilder (1855-1925)
- Jeroen Willems, acteur en zanger (1962-2012)
- Carel Willink, schilder (1900-1983)
- Kees Winkler, dichter (1927-2004)
- Harry de Winter, programmamaker en producent (1949-2023)
- Willem Wittkampf, journalist en schrijver (1924-1992), geruimd
- Henk van Woerden, schrijver-schilder (1947-2005)
- Ruud ten Wolde, televisiemedewerker, schrijver en bekende Twitteraar (1992-2021)

### Z
- Bram Zeegers, advocaat (1949-2007)
- Hendrika van Zelm, politicus en activist (1874-1961)
- Elisabeth Zernike, schrijfster (1891-1982)
- Frits Zernike, natuurkundige (1888-1966)
- Jan van Zutphen, vakbondsbestuurder, oprichter Sanatorium Zonnestraal (1863-1958)

## Bekende personen gecremeerd op Zorgvlied

### B
- Martine Bijl, comédienne, zangeres, actrice, schrijfster (1948–2019)
- Marjon Brandsma, actrice (1943-2024)

### D
- Linda van Dyck, actrice (1948-2023)

### K
- Manuëla Kemp, tv-presentatrice en zangeres (1963-2025)
- Wim Kok, politicus (1938-2018)

### L
- Heddy Lester, zangeres (1950-2023)
- Guus Luijters, dichter en schrijver (1943-2025)

### T
- Arie Taal, kunstenaar (1946-2024)

## Fotogalerij

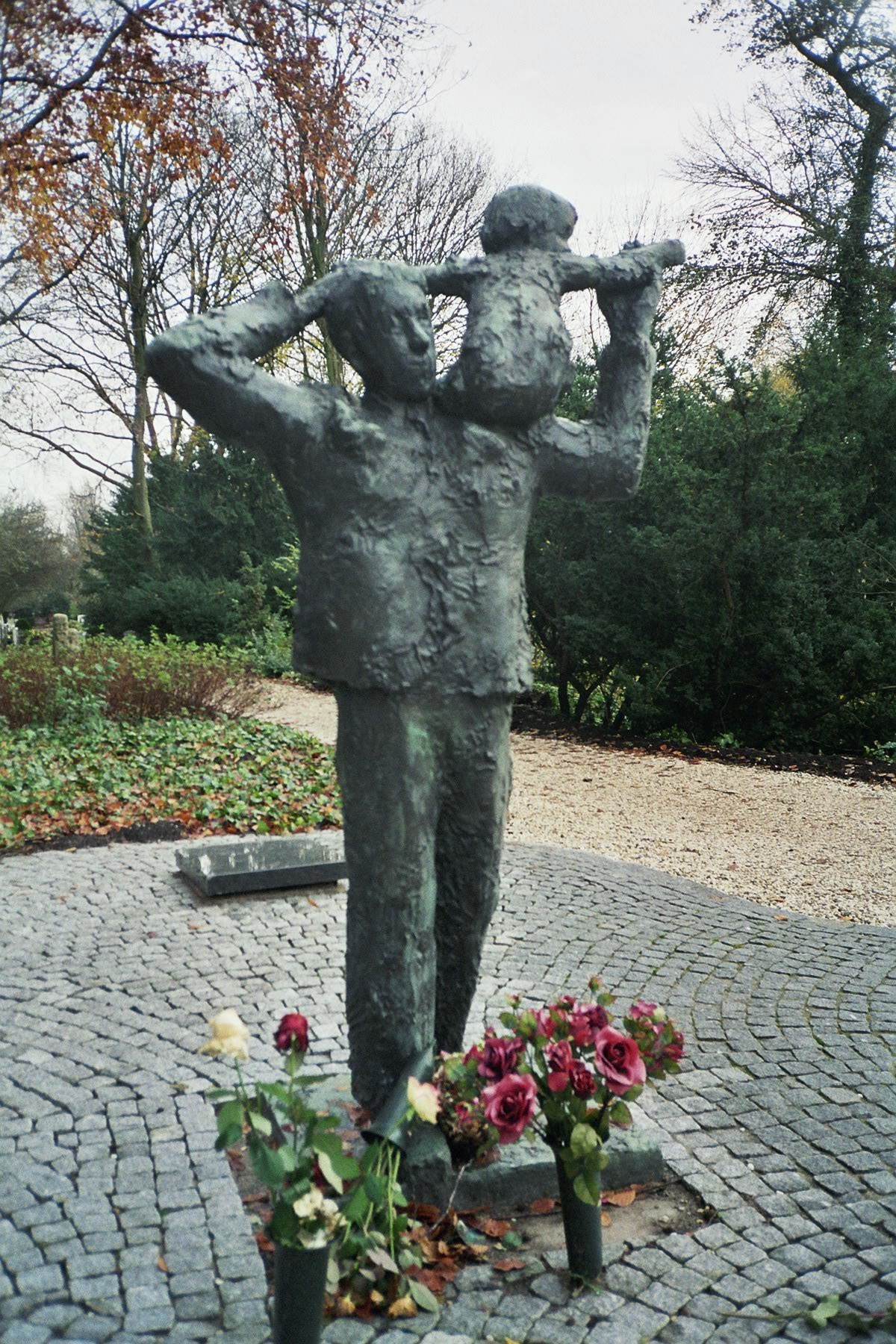
Vadermonument
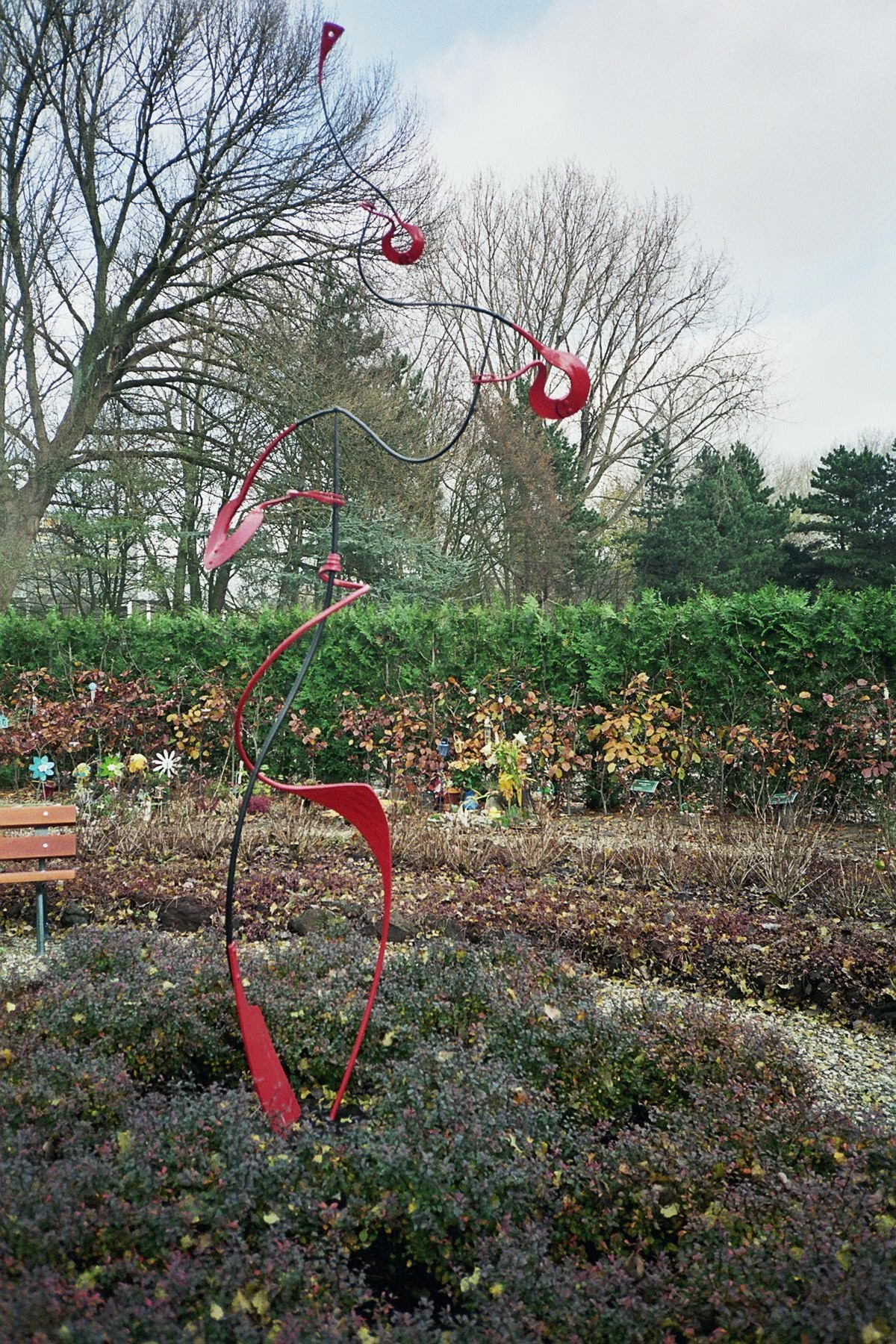
Kinderhofje
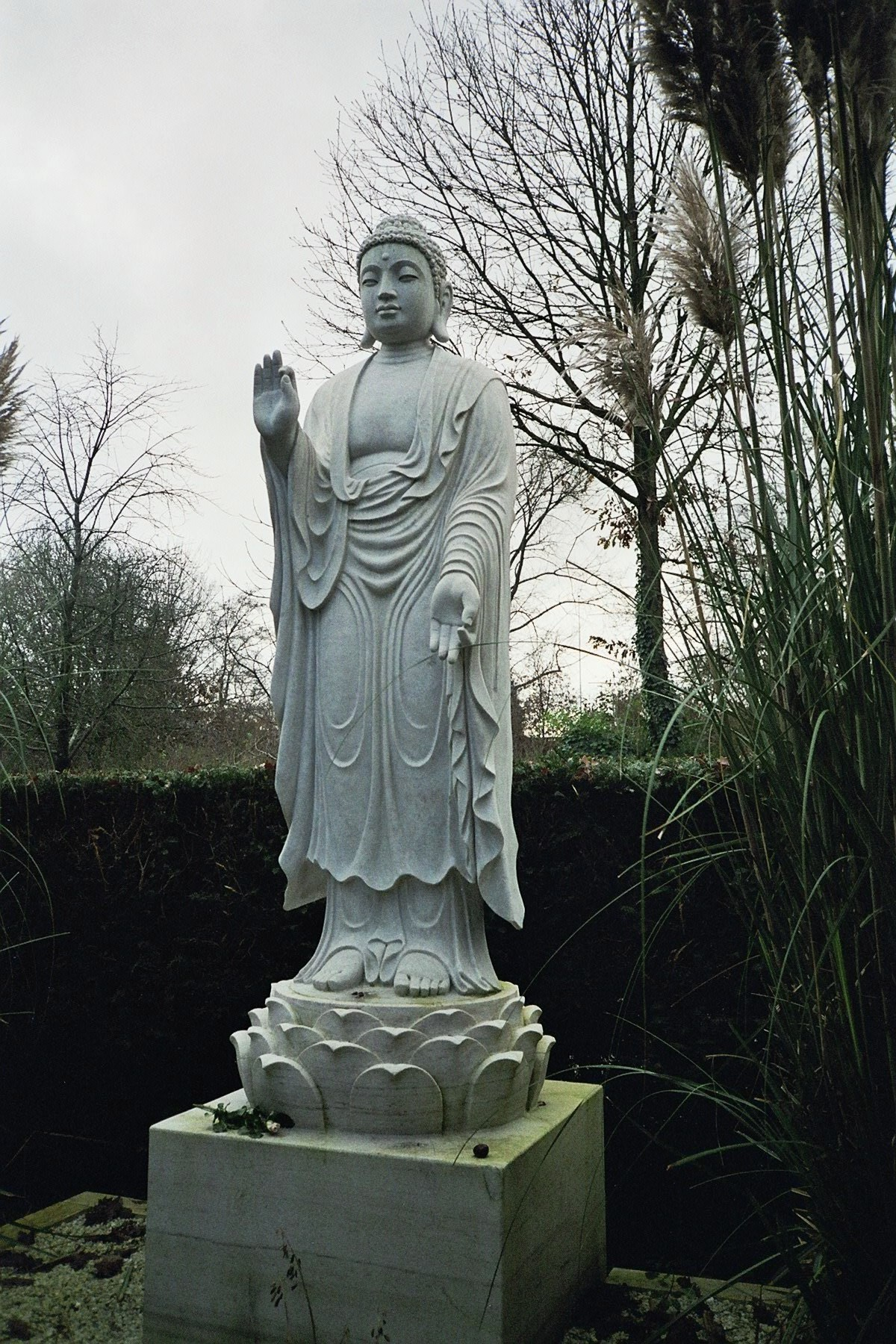
Boeddha
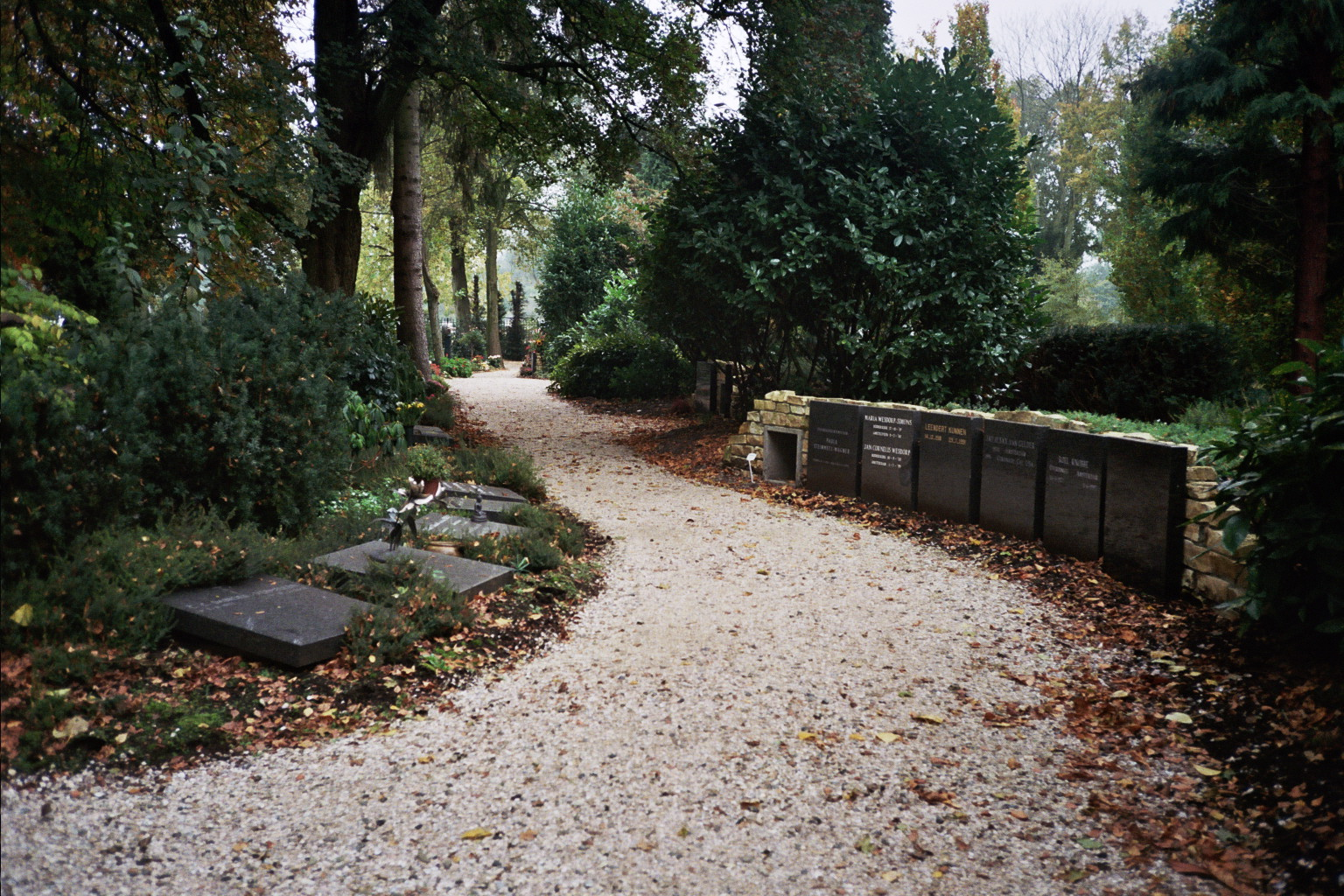
Urnengraven
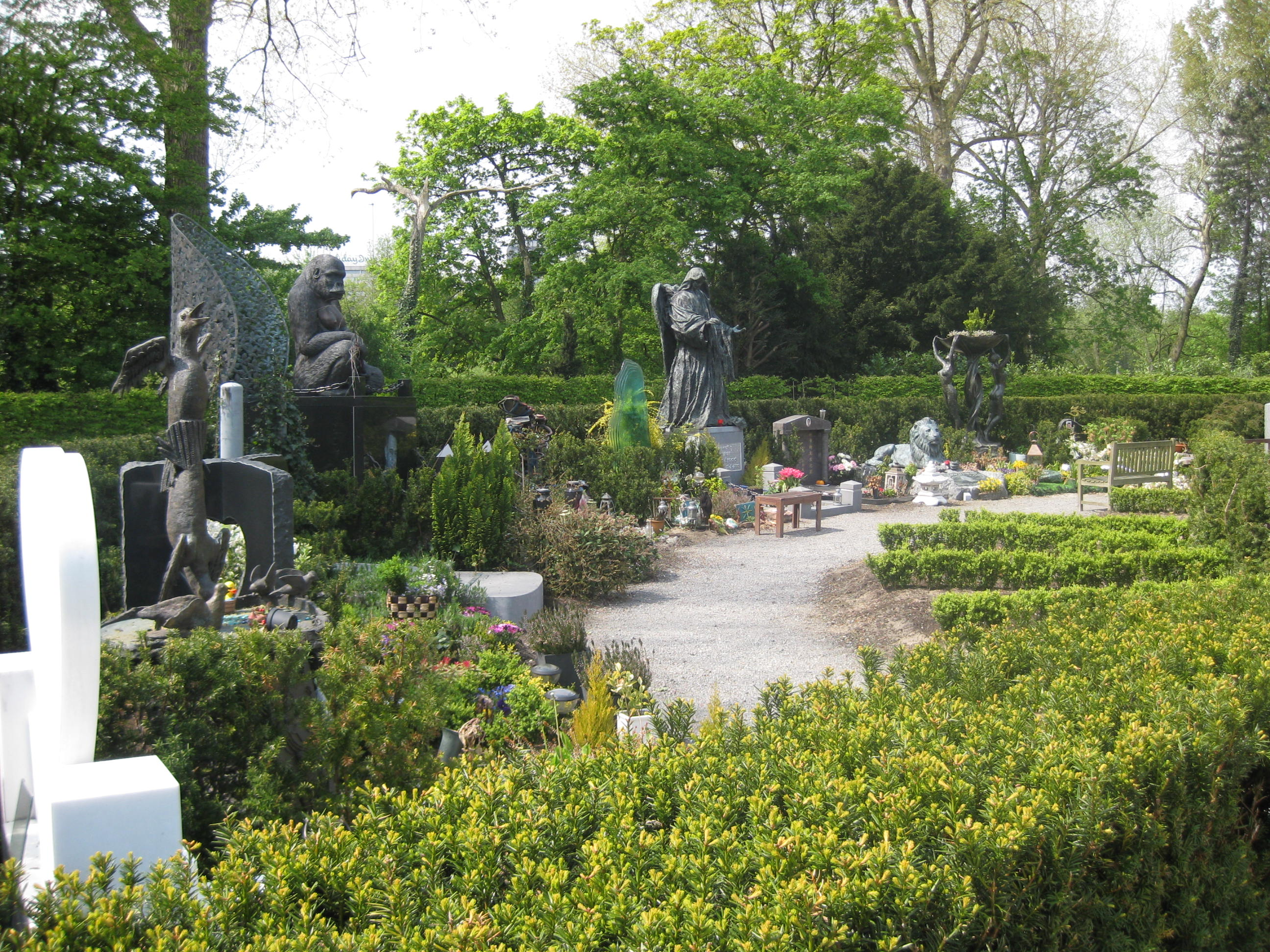
Paradiso